# Décès en 2023
Décès
- 2019
- 2020
- 2021
- 2022
- 2023
- 2024
- 2025
- 2026
- 2027

Cet article présente une liste de personnalités mortes au cours de l'année 2023.
La liste des personnes référencées dans Wikipédia est disponible dans la Catégorie:Décès en 2023.

Les mois de l'année font l'objet de listes spécifiques :

## Décès par mois

### Janvier

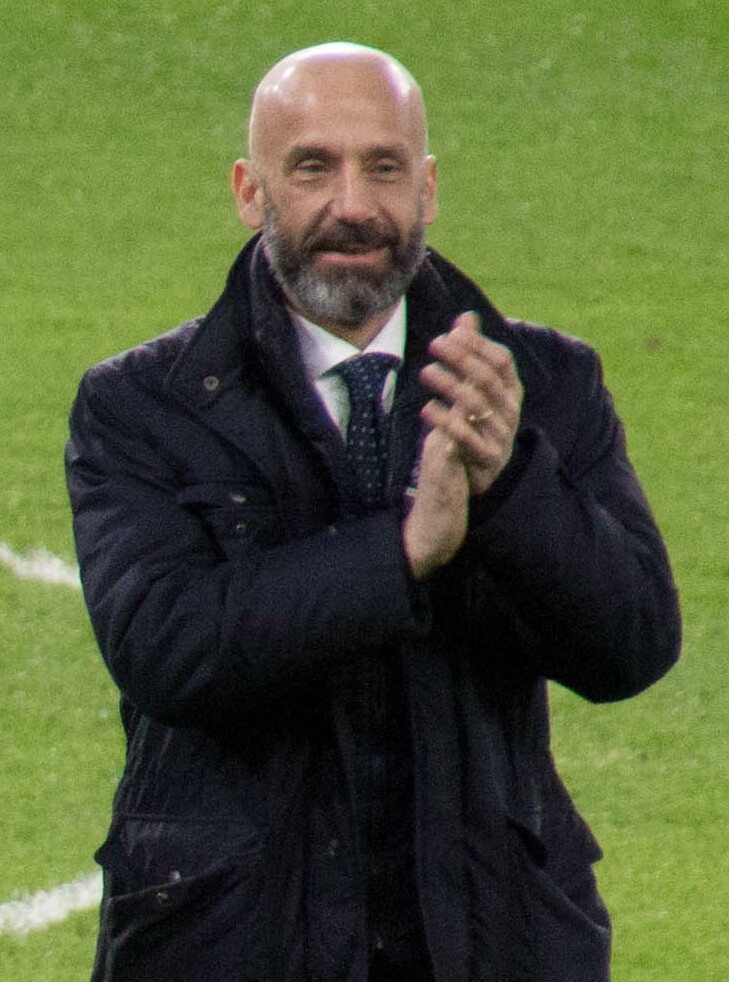
Gianluca Vialli.

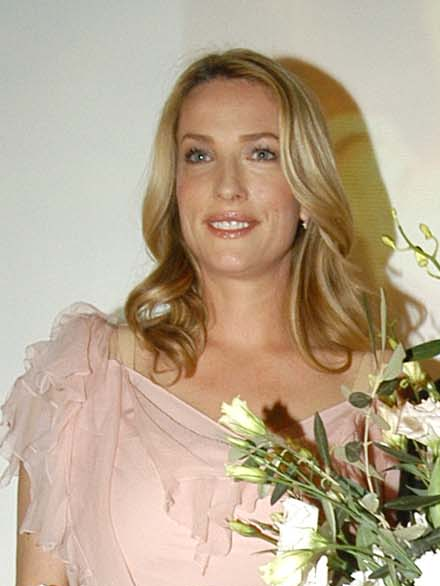
Tatjana Patitz.

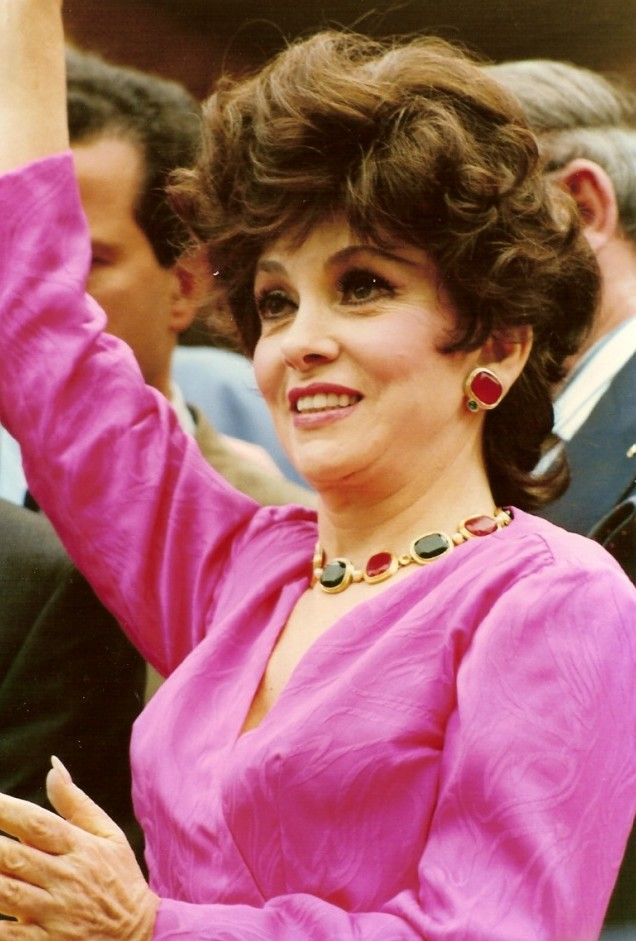
Gina Lollobrigida au festival de Cannes 1991.

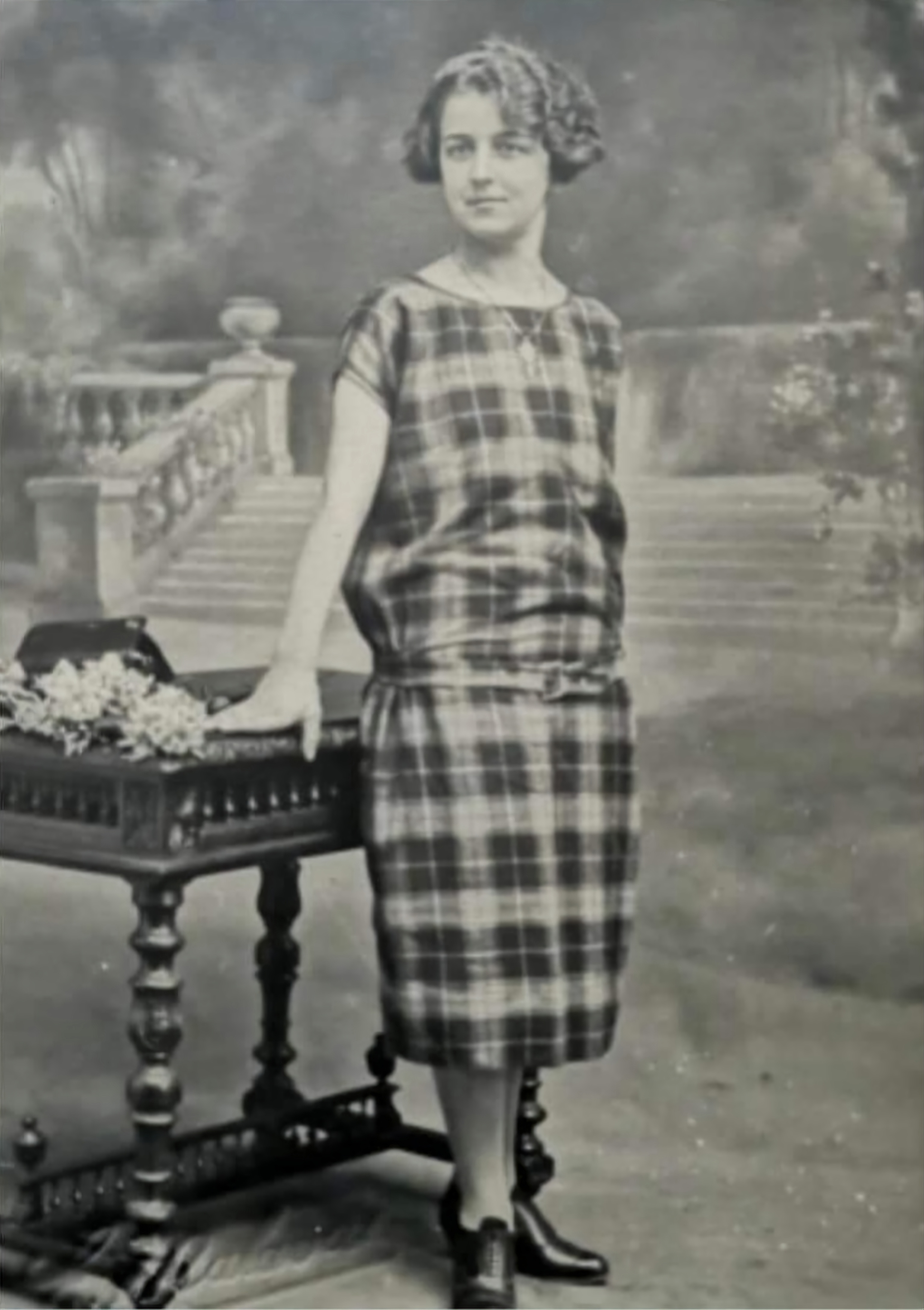
Sœur André durant les années 1920.

- 1er janvier : Lise Nørgaard, journaliste, écrivaine et scénariste danoise.
- 2 janvier :
  - Abderrahim Tounsi, humoriste marocain.
  - Ken Block, pilote de rallye américain.
- 3 janvier : 
  - Rouslan Khasboulatov, homme politique russe.
  - Abdelsalam Majali, homme politique jordanien, premier ministre à deux reprises entre 1993 et 1998.
- 4 janvier :
  - Rosi Mittermaier, skieuse alpine allemande.
  - Michel Ferté, pilote automobile français.
- 6 janvier : 
  - Gianluca Vialli, footballeur puis entraîneur italien.
  - Apple Brook, actrice britannique.
- 7 janvier :
  - Russell Banks, écrivain américain.
  - Modeste M'Bami, footballeur international camerounais, champion olympique en 2000.
- 10 janvier :
  - Constantin II, roi des Hellènes de 1964 à 1973.
  - Jeff Beck, guitariste britannique de rock.
- 11 janvier :
  - Tatjana Patitz, mannequin et actrice allemande.
  - Carole Cook, actrice américaine.
- 12 janvier : Lisa Marie Presley, chanteuse de rock et autrice-compositrice-interprète américaine.
- 13 janvier (aux alentours) : Julian Sands, acteur britannique
- 14 janvier : Matthias Carras, chanteur allemand.
- 16 janvier : Gina Lollobrigida, actrice et photographe italienne.
- 17 janvier : Lucile Randon (Soeur André), doyenne de l’humanité au 19 avril 2022.
- 18 janvier : 
  - Denys Monastyrsky, ministre de l'Interieur ukrainien.
  - Paul Vecchiali, réalisateur, producteur de cinéma et écrivain français.
  - Marcel Zanini, musicien de jazz et chanteur français.
- 19 janvier : David Crosby, chanteur, guitariste et compositeur américain.
- 21 janvier : Linda Kasabian, criminelle américaine, membre de « la famille Manson ».
- 23 janvier : Álvaro Colom, homme d'État guatémaltèque.
- 24 janvier : Balkrishna Vithaldas Doshi, architecte indien.
- 25 janvier : Anselme Enerunga, homme politique congolais.
- 28 janvier :
  - Adama Niane, acteur français.
  - Viola Léger, actrice et sénatrice canadienne.
- 29 janvier : Annie Wersching, actrice américaine.

### Février

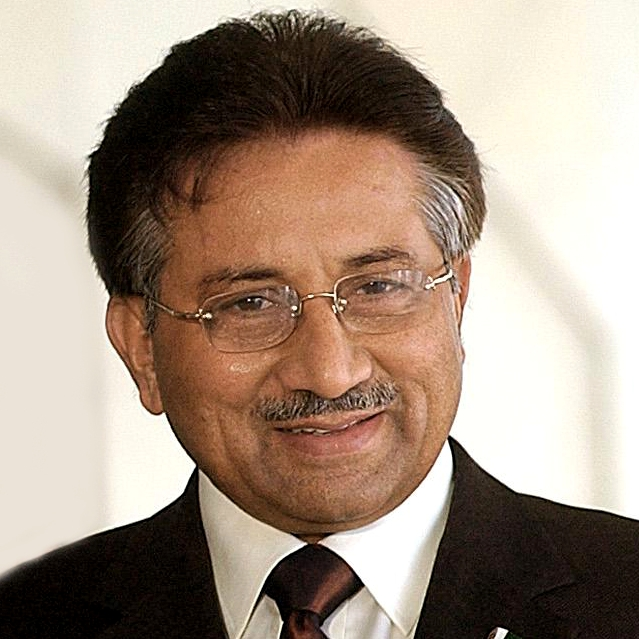
Le président Pervez Musharraf en 2004.

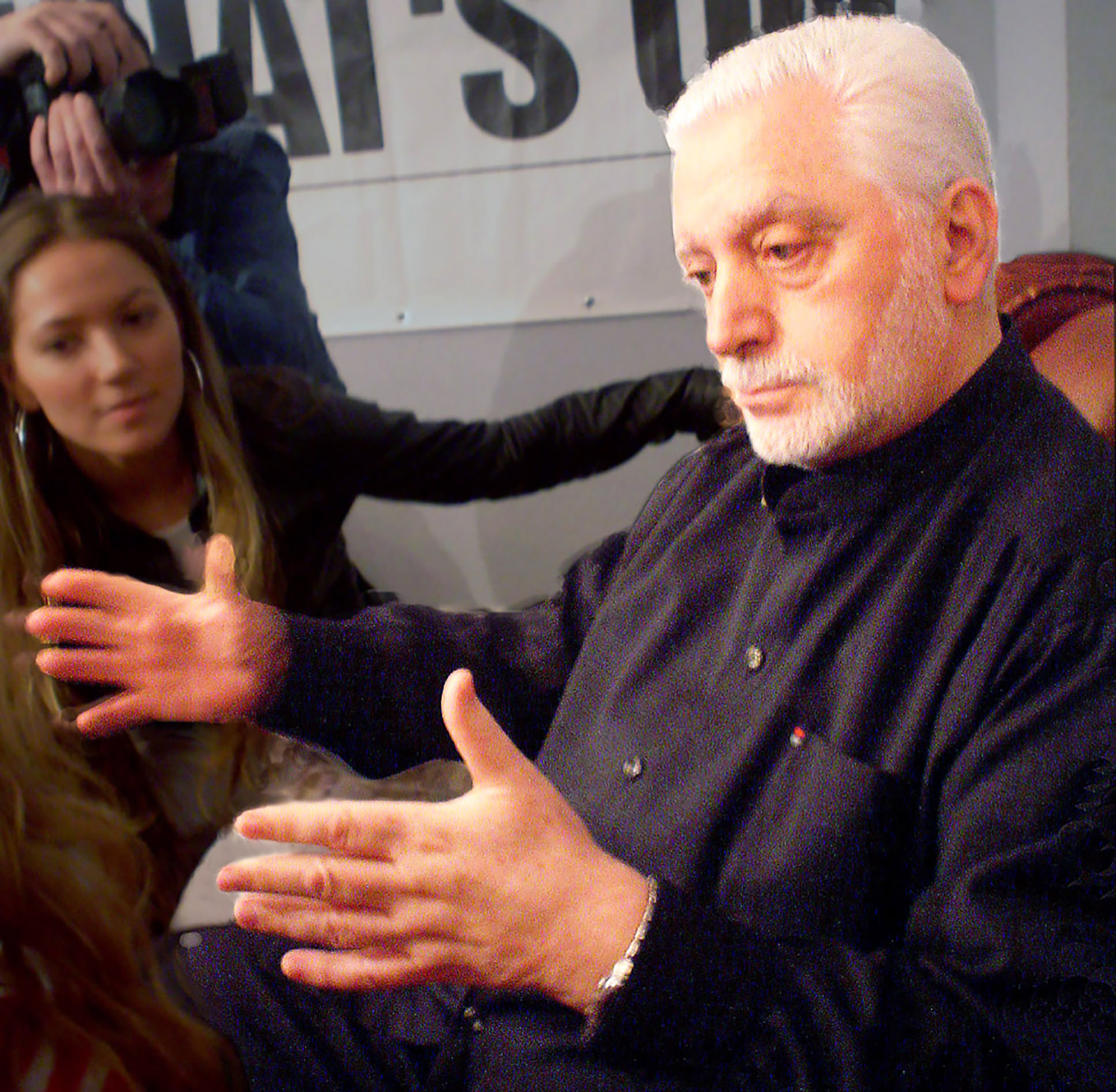
Paco Rabanne à Kiev en 2006.

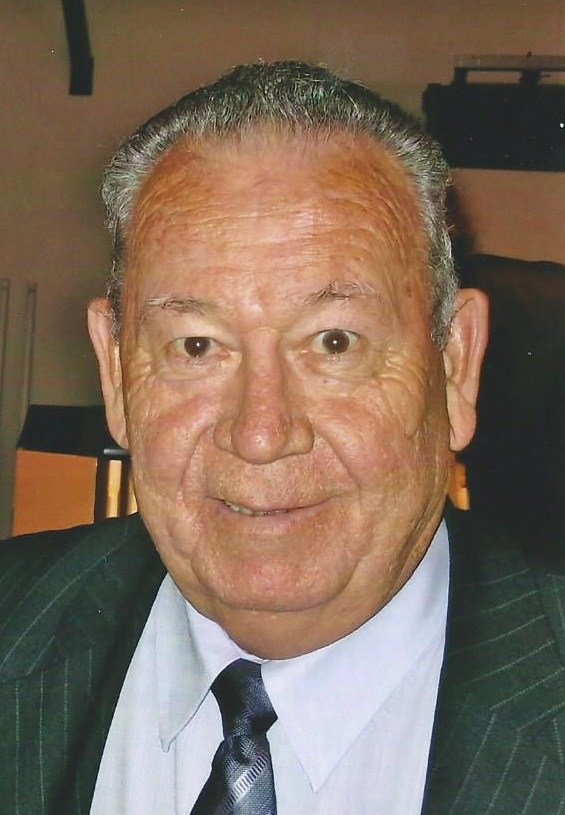
Just Fontaine.

- 1er février : Philippe Tesson, journaliste français, chroniqueur de radio et de télévision.
- 2 février :
  - Jean-Pierre Jabouille, pilote automobile français.
  - Louis Velle, comédien français.
- 3 février :
  - Paco Rabanne, grand couturier et parfumeur espagnol.
- 5 février : Pervez Musharraf, général et homme d'État pakistanais.
- 6 février : Christian Atsu, footballeur ghanéen.
- 7 février : 
  - Daniel Defert, sociologue français.
  - Jo-El Azara, auteur de bande dessinée belge.
- 8 février : Burt Bacharach, pianiste et compositeur américain.
- 10 février : Carlos Saura, réalisateur et scénariste espagnol.
- 11 février : Robert Hébras, survivant du massacre d'Oradour-sur-Glane.
- 13 février :
  - Alain Goraguer, compositeur et arrangeur français.
  - Leiji Matsumoto, dessinateur japonais de manga et anime.
- 14 février : Hrvoje Kačić, joueur de water-polo, avocat yougoslave et homme politique croate.
- 15 février : Raquel Welch, actrice américaine.
- 16 février : Michel Deville, scénariste et réalisateur français.
- 17 février : Jenny Clève, actrice française.
- 19 février :
  - Richard Belzer, scénariste et présentateur de télévision américain.
  - Jansen Panettiere, acteur américain.
- 25 février : François Hadji-Lazaro, musicien et figure du rock français.
- 28 février : Just Fontaine, footballeur international français.

### Mars

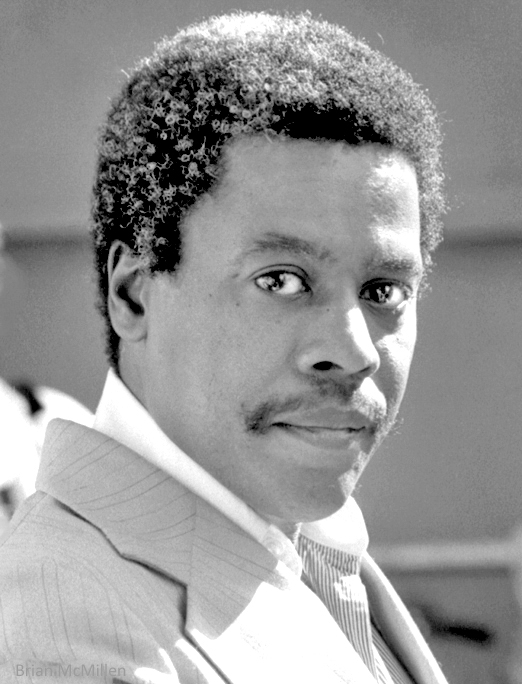
Wayne Shorter en 1980.

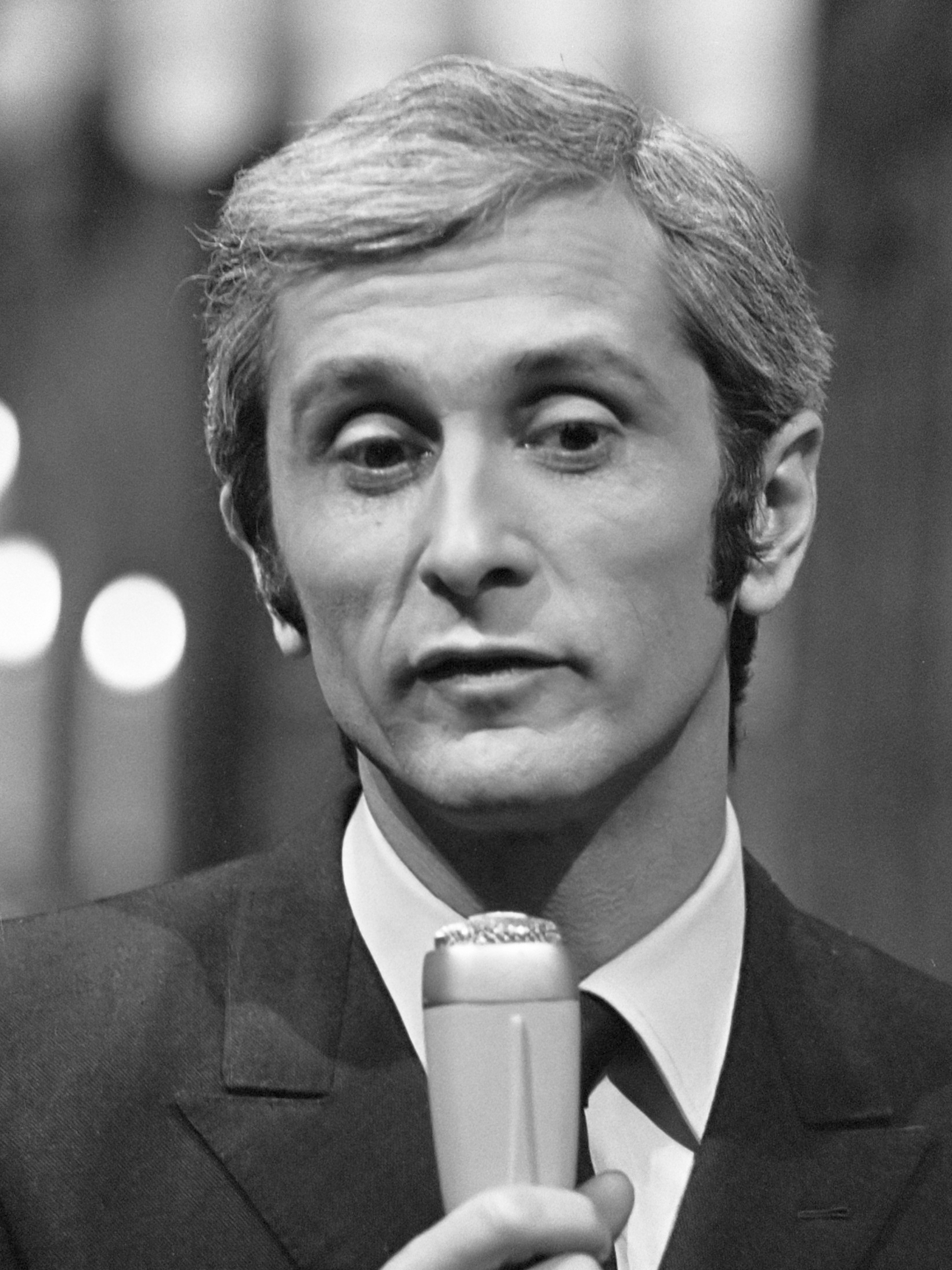
Marcel Amont en 1969.

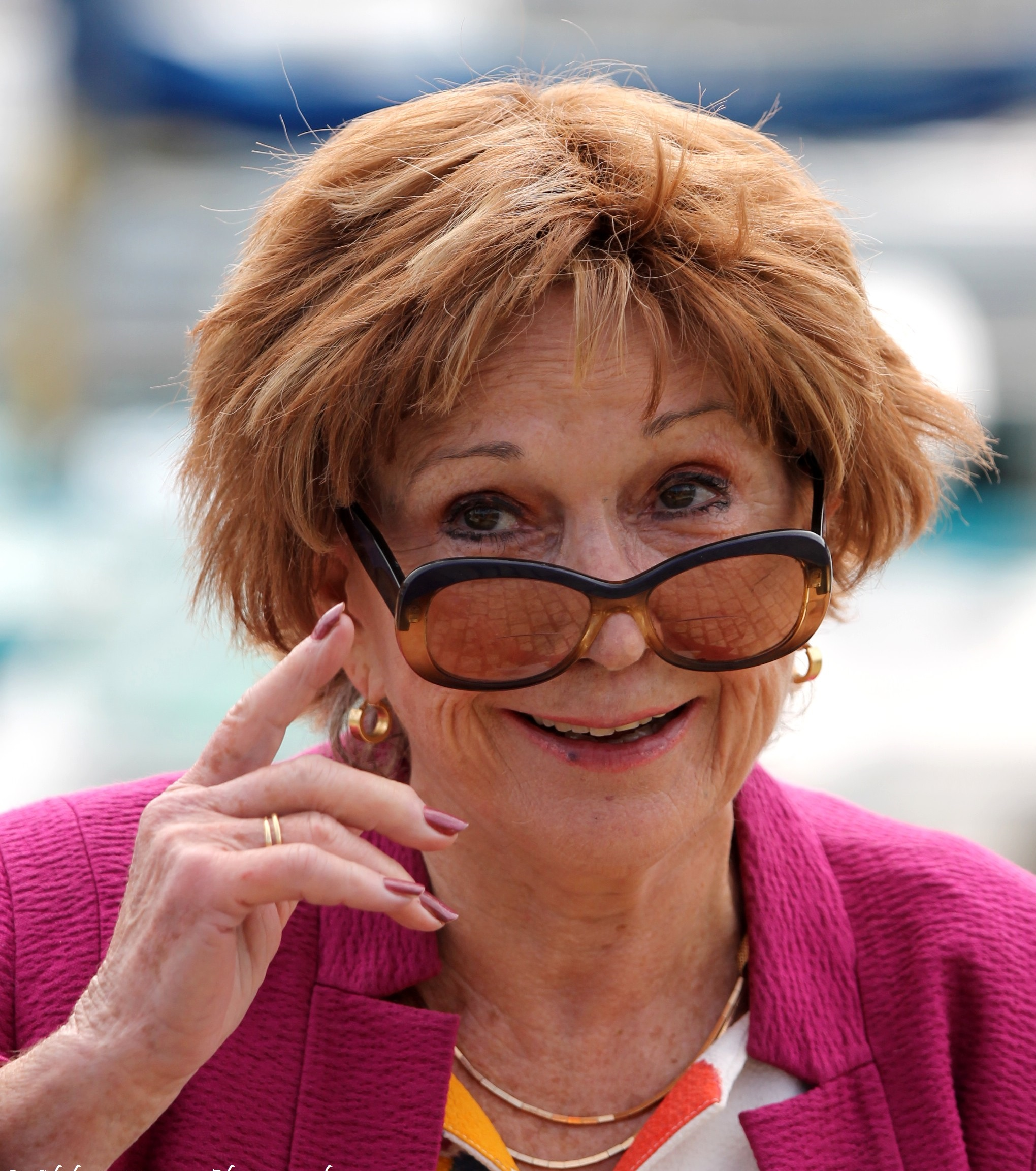
Marion Game à La Rochelle en 2015.

- 2 mars : Wayne Shorter, saxophoniste et compositeur américain de jazz.
- 3 mars : Kenzaburō Ōe, écrivain japonais.
- 5 mars : Francisco J. Ayala, biologiste de l'évolution et philosophe espagnol et américain.
- 6 mars : Gérard Pélisson, homme d'affaires français, cofondateur du groupe Accor.
- 8 mars :
  - Marcel Amont, chanteur et acteur français.
  - Reimar Johannes Baur, acteur allemand.
- 9 mars : Robert Blake, acteur américain.
- 11 mars : Michel Peyramaure, romancier français.
- 14 mars :
  - Bobby Caldwell, chanteur et guitariste de jazz américain.
  - Claude Simonet, footballeur international français.
  - Louisette Dussault, actrice québécoise.
- 16 mars : 
  - Emmanuelle Mottaz, chanteuse française.
  - Claude Fournier, réalisateur québécois.
- 17 mars : 
  - Jorge Edwards, écrivain et diplomate chilien puis espagnol.
  - Lance Reddick, acteur américain.
- 19 mars : Jean-Jacques Favier, astronaute français.
- 21 mars :
  - Claude Lorius, glaciologue français.
  - Willis Reed, joueur américain de basket-ball.
- 23 mars : Marion Game, actrice française.
- 26 mars : Claudia Schüler, joueuse de hockey sur gazon chilienne.
- 27 mars : James Bowman, chanteur britannique (contreténor).
- 28 mars : Ryūichi Sakamoto, musicien, compositeur, producteur et acteur japonais.

### Avril
- 1er avril : 
  - Chicuelo, matador espagnol.

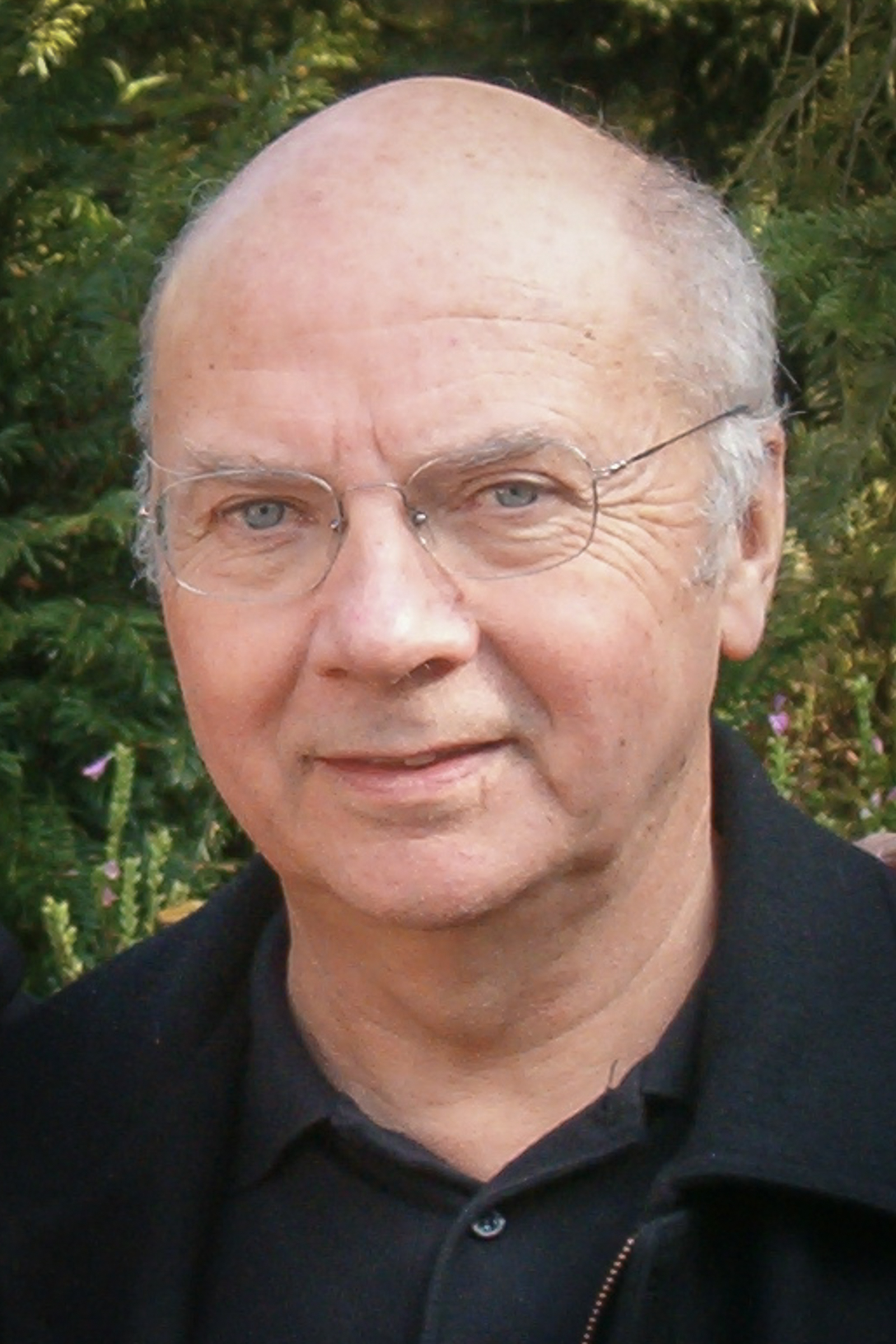
Jacques Gaillot en 2007.

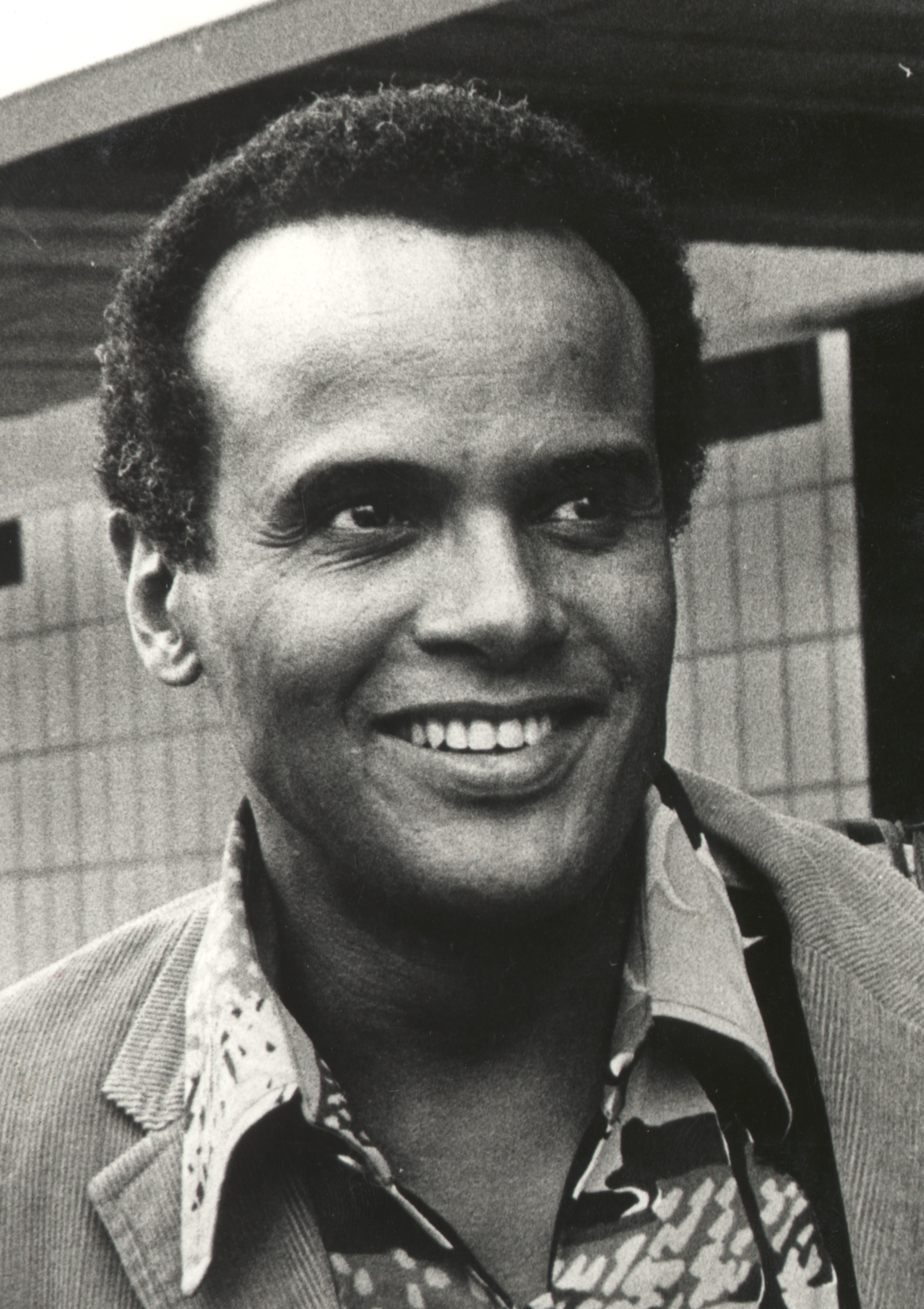
Harry Belafonte en 1970.

  - Christiane Rorato, comédienne française.
  - Albert Ndele, politique congolais.
- 2 avril : Maxime Fomine, correspondant militaire, blogueur russe d'origine ukrainienne.
- 3 avril : 
  - Nigel Lawson, homme politique britannique, membre du Parti conservateur.
  - François Colcombet, magistrat et homme politique français.
  - Nico Cirasola, acteur, metteur en scène et producteur de cinéma italien.
  - Roberto Camagni, professeur d’économie urbaine italien.
- 4 avril : Royer, dessinateur belge.
- 5 avril : Sergio Gori, footballeur italien.
- 6 avril :
  - Gérard Gosselin, artiste peintre, graveur et lithographe français.
  - Josep Piqué, homme d'affaires et homme politique espagnol.
- 7 avril : Philippe Bouvatier, coureur cycliste français
- 8 avril : 
  - Djene Kaba Condé, femme politique guinéenne.
  - Otto Thomas Solbrig, écologue et biologiste de l’évolution argentin.
- 9 avril : James Timlin, prélat américain.
- 10 avril : 
  - Hervé Temime, avocat français.
  - Pierre Lacotte, danseur français.
- 11 avril : 
  - Maurice Sarrazin, comédien, metteur en scène et directeur de théâtre français.
  - Jim McManus, acteur britannique.
- 12 avril :
  - Jah Shaka, opérateur de sound system et musicien de dub jamaïcain et britannique.
  - Jacques Gaillot, évêque catholique français.

- 13 avril :
  - Mary Quant, créatrice de mode britannique.
  - Craig Breen, pilote de rallye irlandais.
  - Thubten Zopa Rinpoché, lama tibétain.

- 14 avril : 
  - Irma Blank, artiste allemande.
  - Sylvie Fanchon, peintre française.
  - Murray Melvin, acteur britannique.
  - Abel Posse, écrivain, diplomate et journaliste argentin.
  - Mark Sheehan, chanteur, compositeur, guitariste, et producteur de musique irlandais.
  - Akira Tamba, compositeur et musicologue japonais.
- 16 avril : Ahmad Jamal, pianiste et compositeur de jazz américain.
- 19 avril :
  - Yehonathan Geffen, écrivain, poète, parolier et journaliste israélien.
  - Moonbin, chanteur sud-coréen.

- 22 avril : Barry Humphries, acteur australien.

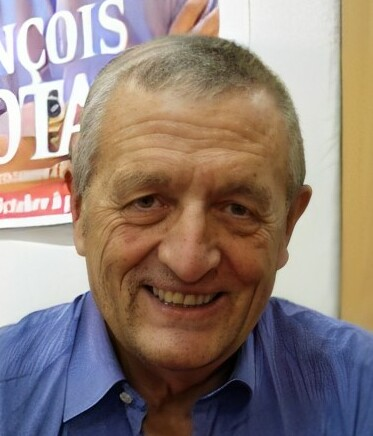
François Léotard en 2011.

- 23 avril : Tori Bowie, athlète américaine, médaillée d'or, d'argent et de bronze aux Jeux olympiques d'été de 2016.

- 25 avril :
  - Harry Belafonte, chanteur et acteur américain, militant des droits civiques.
  - François Léotard, homme politique français.
- 26 avril : Tony Dreyfus, avocat et homme politique français.
- 27 avril : 
  - Jerry Springer, animateur de télévision américain.
  - Jean-Paul Costa, haut fonctionnaire français.

### Mai

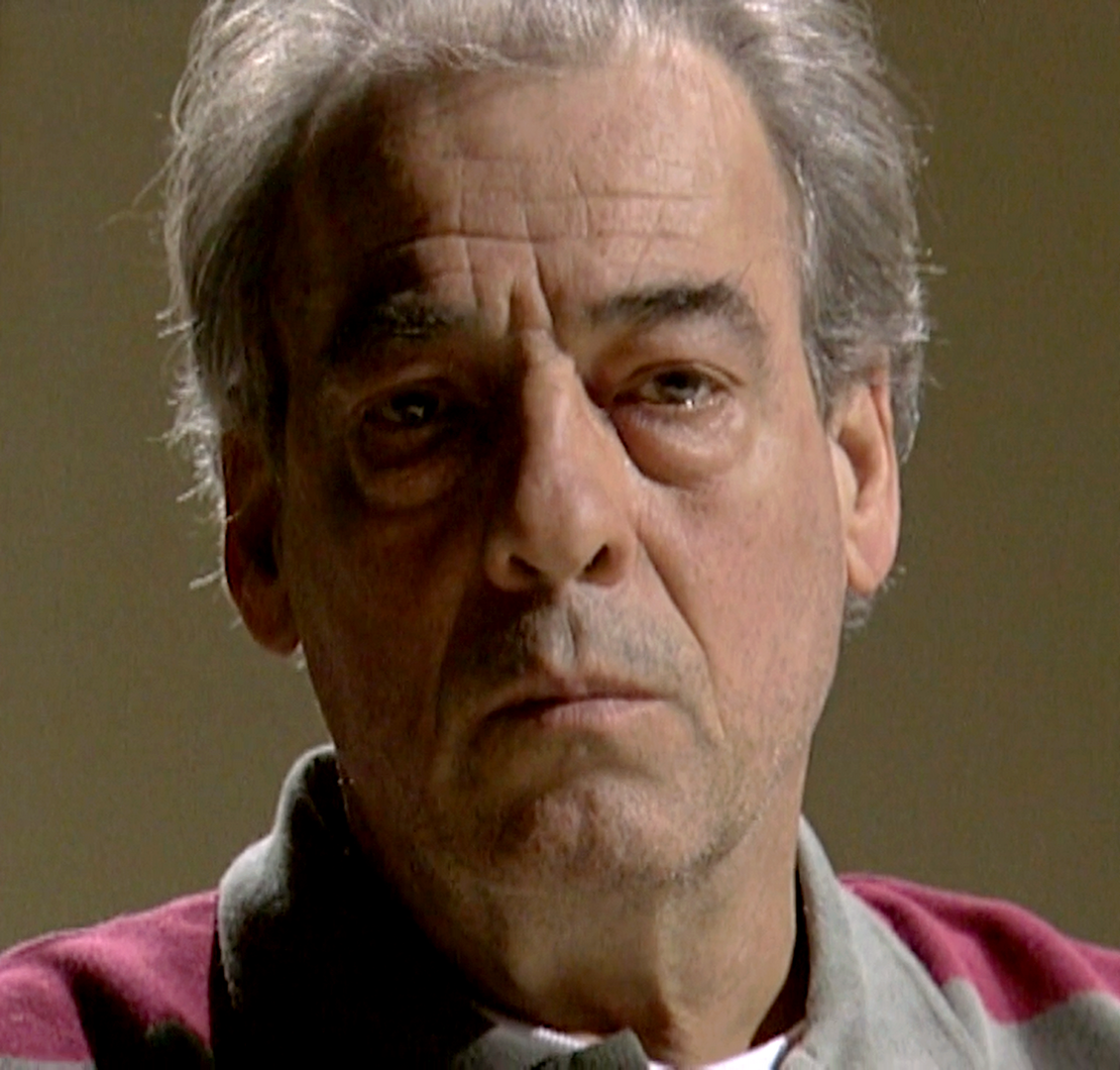
Michel Cordes à Marseille 2005.

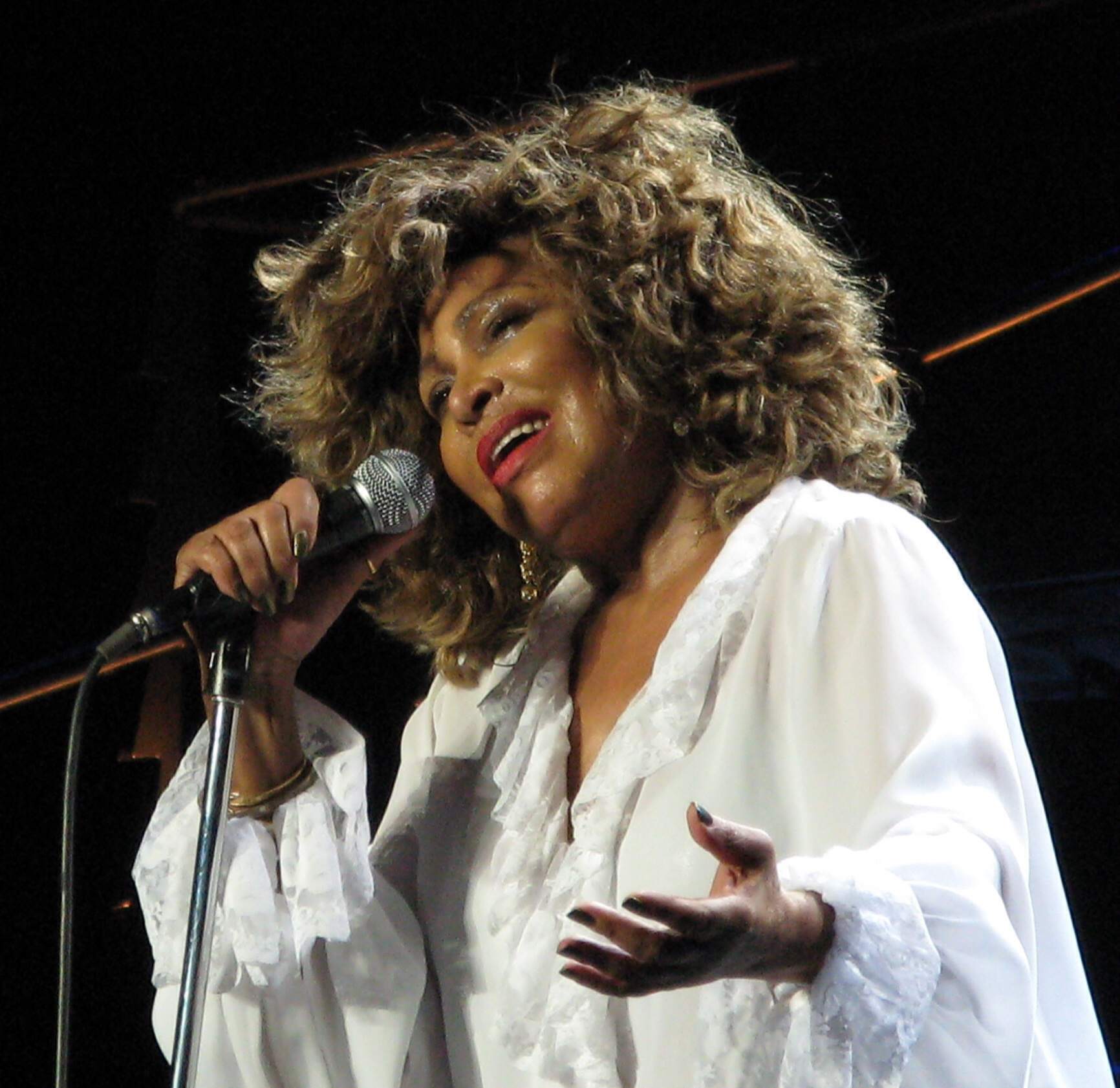
Tina Turner 50th Anniversary Tour.

- 1er mai : Gordon Lightfoot, auteur-compositeur-interprète canadien.
- 3 mai :
  - Bernard Lapasset, dirigeant sportif français du rugby.
- 5 mai :
  - Michel Cordes : comédien français, auteur et metteur en scène de théâtre, connu par la série Plus belle la vie.
  - Philippe Sollers, écrivain français.
- 6 mai :
  - Vida Blue, joueur de baseball américain.
  - Menahem Pressler, pianiste allemand.
- 9 mai : 
  - Georges Kiejman, avocat et homme politique français.
  - Arman Soldin, journaliste français travaillant pour l'AFP.
- 13 mai : Giotto Bizzarrini, ingénieur automobile italien pour Alfa Romeo, Ferrari, Lamborghini et Bizzarrini.
- 14 mai : Doyle Brunson, joueur de poker américain.
- 17 mai : Billy Graham, catcheur américain.
- 18 mai :
  - Helmut Berger, acteur autrichien.
  - Jim Brown, joueur de football américain et acteur américain.
  - Buddy Melges, skipper américain.
- 19 mai :
  - Martin Amis, romancier britannique.
  - Tim Keller, théologien et pasteur américain.
  - Andy Rourke, musicien britannique.
- 22 mai : Ray Stevenson, acteur britannique.
- 24 mai : Tina Turner, chanteuse américaine (naturalisée suisse).
- 25 mai : Jean-Louis Murat, auteur-compositeur, chanteur et acteur français.
- 29 mai : Michel Côté, acteur québécois.

### Juin
- 1er juin : 

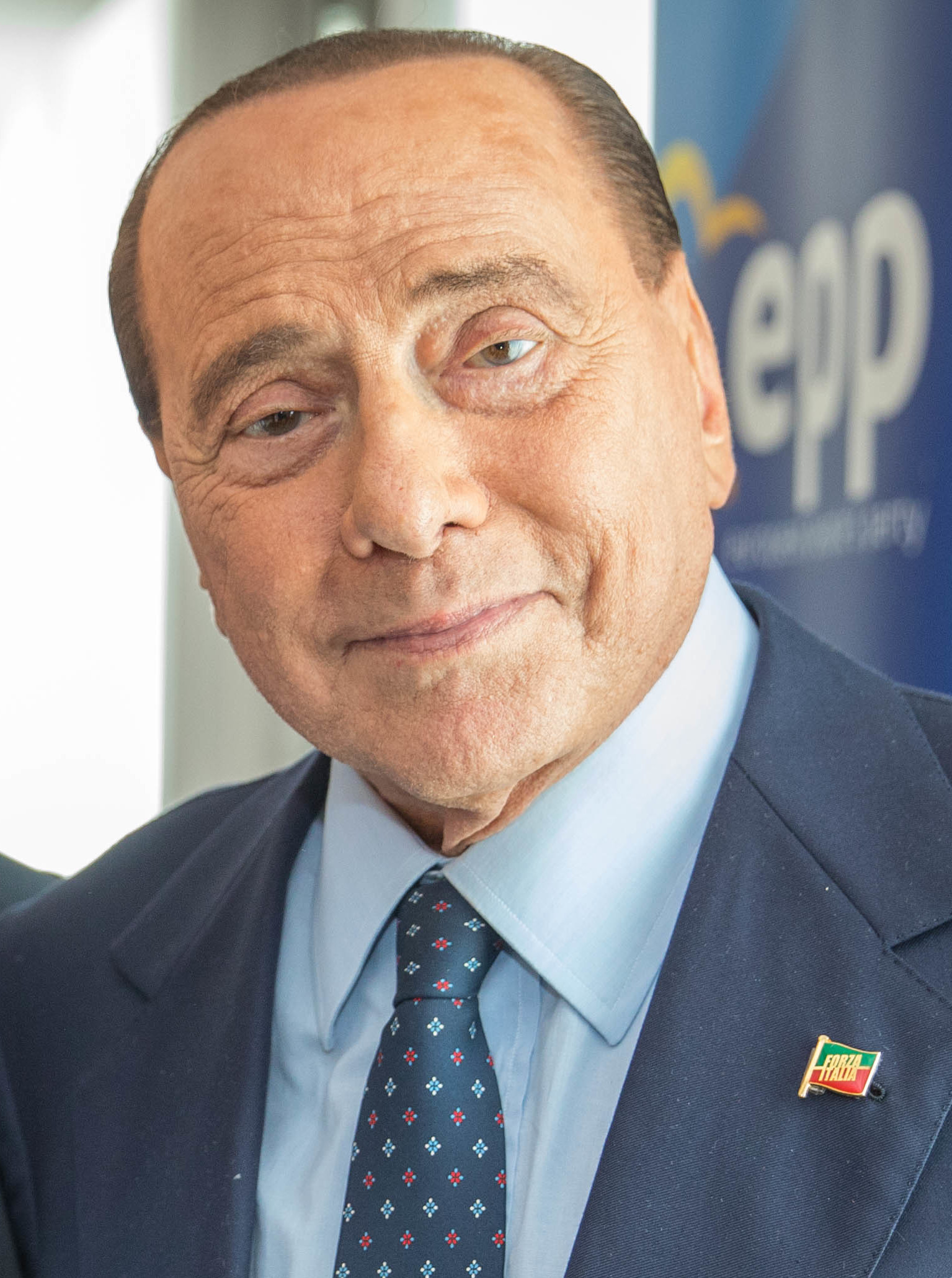
Silvio Berlusconi en 2019.

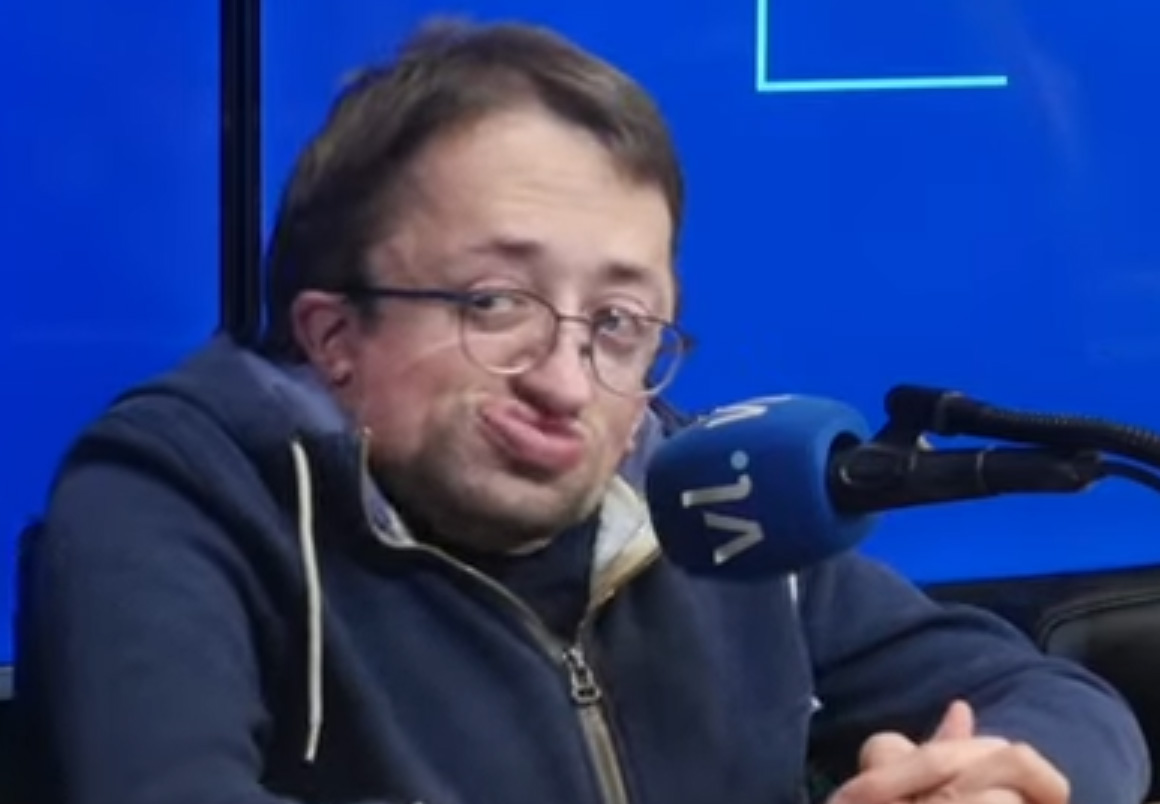
Guillaume Bats en 2021.

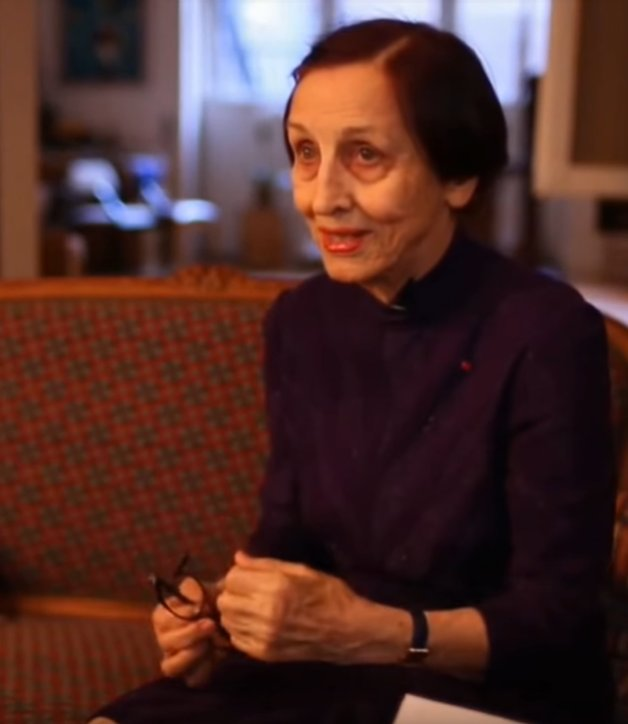
Françoise Gilot en 2013.

  - Guillaume Bats, humoriste français.
  - Philippe Pozzo di Borgo, homme d’affaires français. Sa vie a inspiré le film Intouchables.
- 2 juin : Kaija Saariaho, compositrice finlandaise.
- 5 juin : Astrud Gilberto, chanteuse brésilienne.
- 6 juin : Françoise Gilot, artiste peintre et écrivaine française.
- 7 juin : Iron Sheik, catcheur iranien.
- 8 juin : Pat Robertson, télévangéliste américain.
- 9 juin :
  - Denis Kessler, dirigeant d'entreprise français
  - Alain Touraine, sociologue français.
- 10 juin : Theodore Kaczynski, mathématicien, militant anarcho-écologiste et terroriste américain.
- 12 juin :
  - Silvio Berlusconi, homme d'affaires et homme d'État italien.
  - Francesco Nuti, acteur italien
  - Treat Williams, acteur, producteur et réalisateur américain.
- 13 juin : Cormac McCarthy, écrivain américain.
- 15 juin : Glenda Jackson, actrice et femme politique britannique.
- 16 juin : Gino Mäder, coureur cycliste suisse.
- 18 juin : 
  - Isabel da Costa Ferreira, femme politique et avocate du Timor oriental.
  - Paul-Henri Nargeolet, plongeur sous-marin, chasseur d'épaves, spécialiste du Titanic et directeur de programmes de recherches sous-marines.
- 20 juin : Claude Sarraute, journaliste et romancière française.
- 23 juin : Frederic Forrest, acteur américain.
- 24 juin : Claude Barzotti, chanteur belge d'origine italienne.
- 25 juin : 
  - John B. Goodenough, physicien et professeur américain.
  - William Dunker, chanteur belge wallon.
- 26 juin : 
  - Ysabelle Lacamp, écrivaine, chanteuse et actrice française.
  - Robin Aisher, skipper britannique, médaillé de bronze aux Jeux olympiques d'été de 1968.
- 27 juin : 
  - Carmen Sevilla, actrice, chanteuse et danseuse espagnole.
  - Jean Charbonnier, prêtre missionnaire français.
- 28 juin : 
  - Joseph-Marie Bipoun-Woum, professeur d'université et homme politique camerounais.
  - Soumia Benkhaldoun, ingénieure et femme politique marocaine.
- 29 juin : 
  - Alan Arkin, acteur américain.
  - Harry Klugmann, cavalier allemand, médaillé de bronze aux Jeux olympiques d'été de 1972.
- 30 juin : 
  - André-Maurice Pihouée, homme politique français.
  - Micere Githae Mugo, dramaturge et autrice kényane.
  - Marc-André Lussier, journaliste québécois.

### Juillet
- 1er juillet :

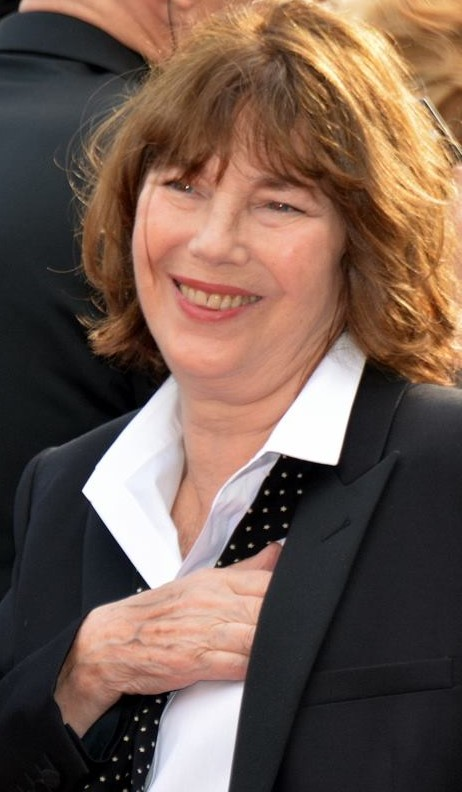
Jane Birkin Cannes 2016.

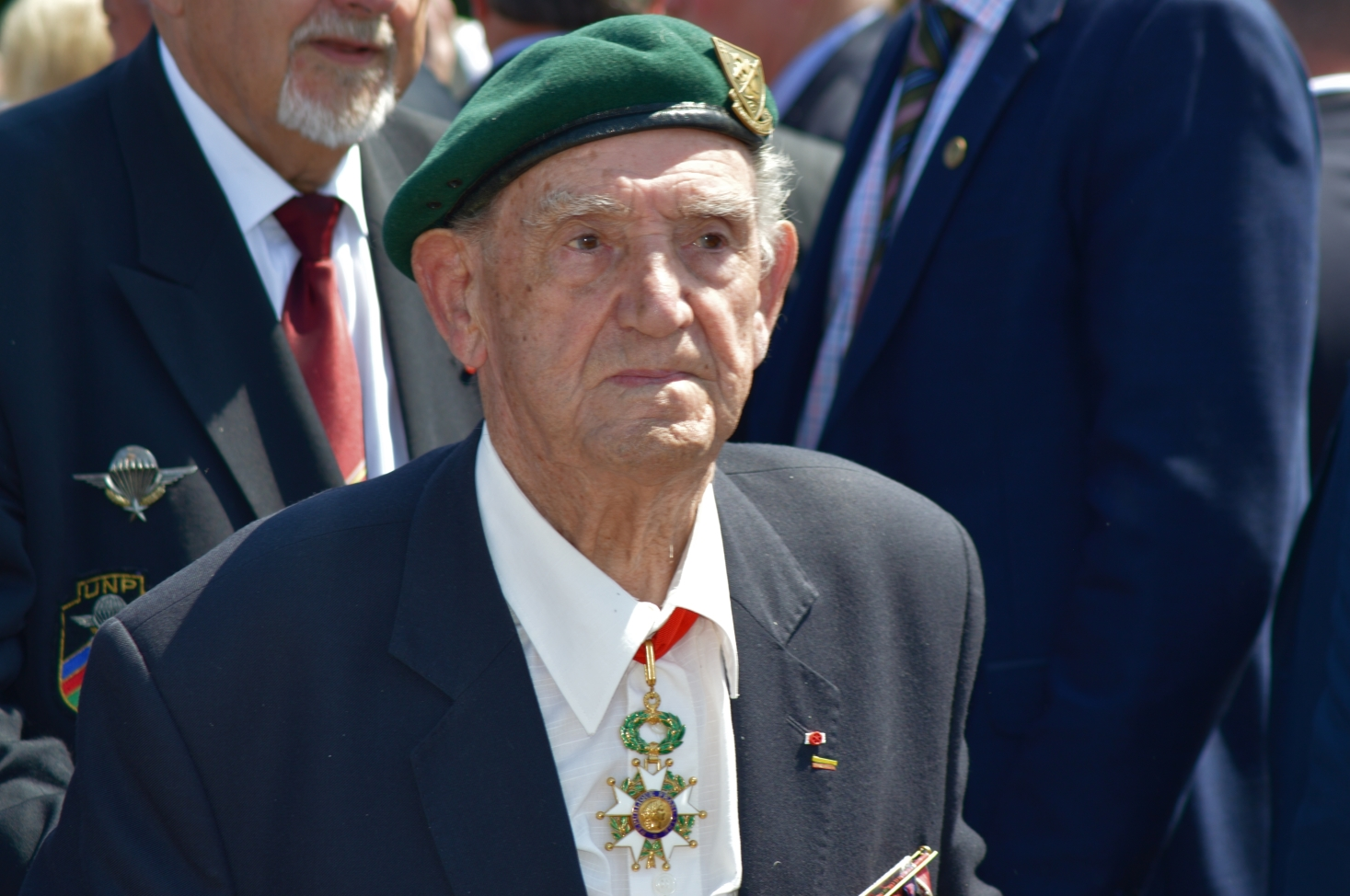
Léon Gautier le 9 juillet 2017 sur la cote 112.

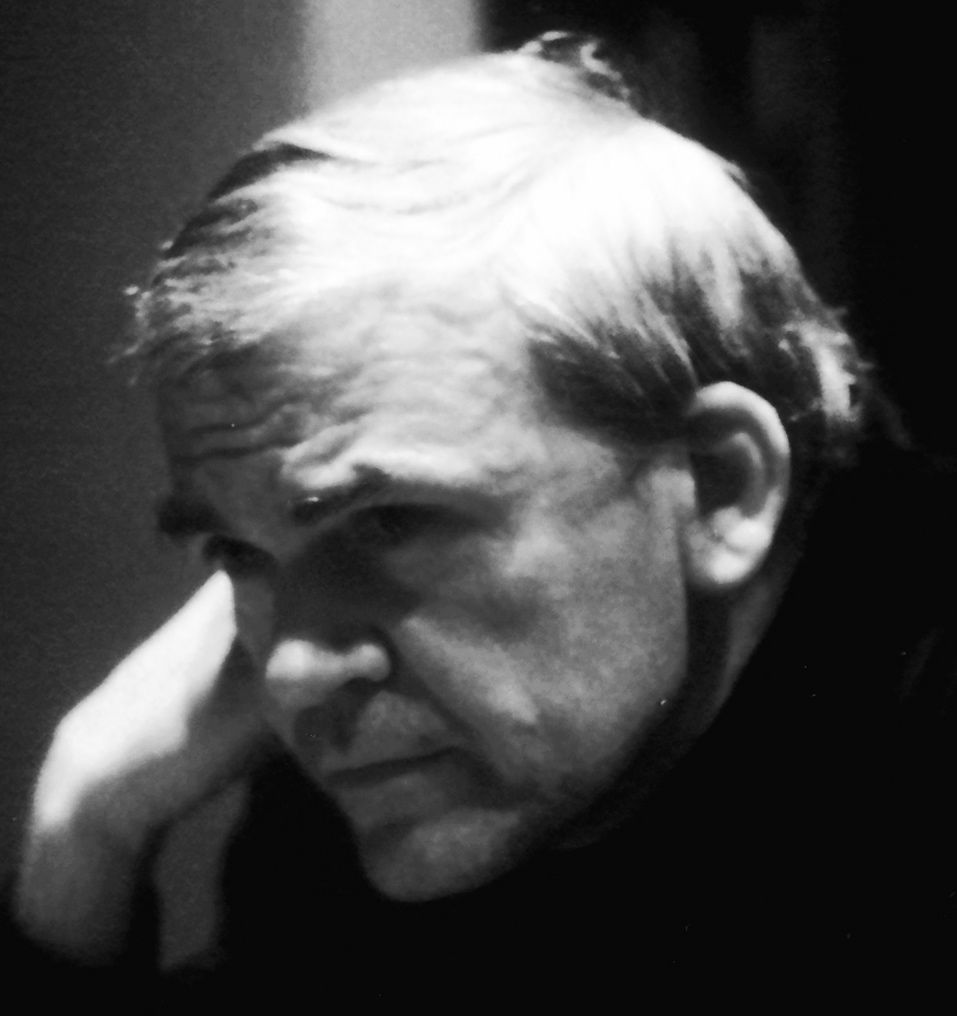
Milan Kundera en 1980.

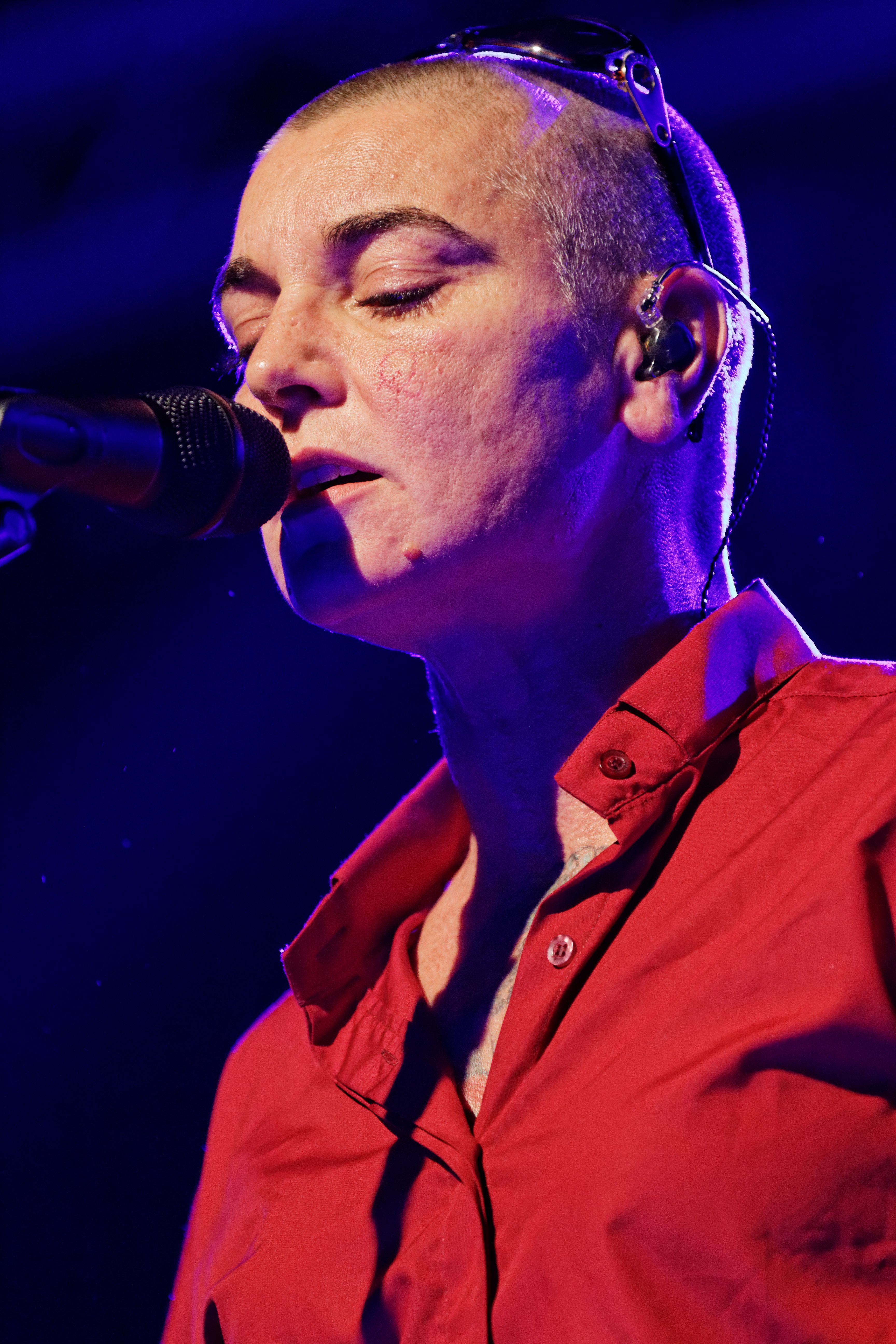
Sinéad O'Connor en 2014.

  - Serge Vieira, chef cuisinier français.
  - Dilano van 't Hoff, pilote automobile néerlandais.
  - Victoria Amelina, écrivaine ukrainienne.
- 2 juillet :
  - Minnie Bruce Pratt, éducatrice, activiste, poétesse et essayiste américaine.
  - Valeriano Bozal, historien de l'art, philosophe et historien espagnol.
- 3 juillet :
  - Léon Gautier, militaire français, dernier survivant des commandos Kieffer.
  - Francis Wodié, homme politique ivoirien.
- 4 juillet : Denise Bombardier, polémiste, chroniqueuse et romancière canadienne.
- 6 juillet : 
  - Arnaldo Forlani, homme d'État italien.
- 9 juillet : Luis Suárez Miramontes, footballeur international espagnol.
- 10 juillet : Adrian Palmer, aristocrate britannique.
- 11 juillet : Milan Kundera, écrivain franco-tchèque.
- 15 juillet : Francisco Ibáñez, dessinateur et scénariste de bandes dessinées catalan.
- 16 juillet :
  - Jane Birkin, chanteuse et actrice franco-britannique.
  - Ghislain Dufour, président du Conseil du patronat du Québec de 1986 à 1997.
  - Henri Tachan, auteur-compositeur-interprète français.
- 18 juillet : Alexandre Adler, journaliste français.
- 19 juillet : Remigijus Valiulis, athlete lituanien, champion olympique pour l'URSS en 1980.
- 20 juillet :
  - Arnaud Bédat, journaliste suisse.
  - Rachid Sfar, homme d'État tunisien, premier ministre de 1986 à 1987.
- 21 juillet :
  - Tony Bennett, chanteur américain.
  - Juliette Mayniel, actrice française.
- 26 juillet :
  - Sinéad O'Connor, chanteuse irlandaise.
  - Randy Meisner, bassiste et chanteur américain, membre fondateur du groupe rock The Eagles.
- 27 juillet : Pierre Collin, acteur québécois.
- 28 juillet : Martin Walser, écrivain allemand.
- 30 juillet : Paul Reubens, acteur, humoriste et scénariste américain.
- 31 juillet : 
  - Sophie Fillières, réalisatrice et scénariste française.
  - Angus Cloud, acteur américain.

### Août
- 1er août :

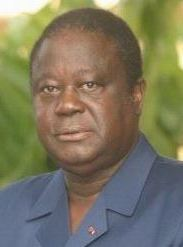
Henri Konan Bédié en 2017.

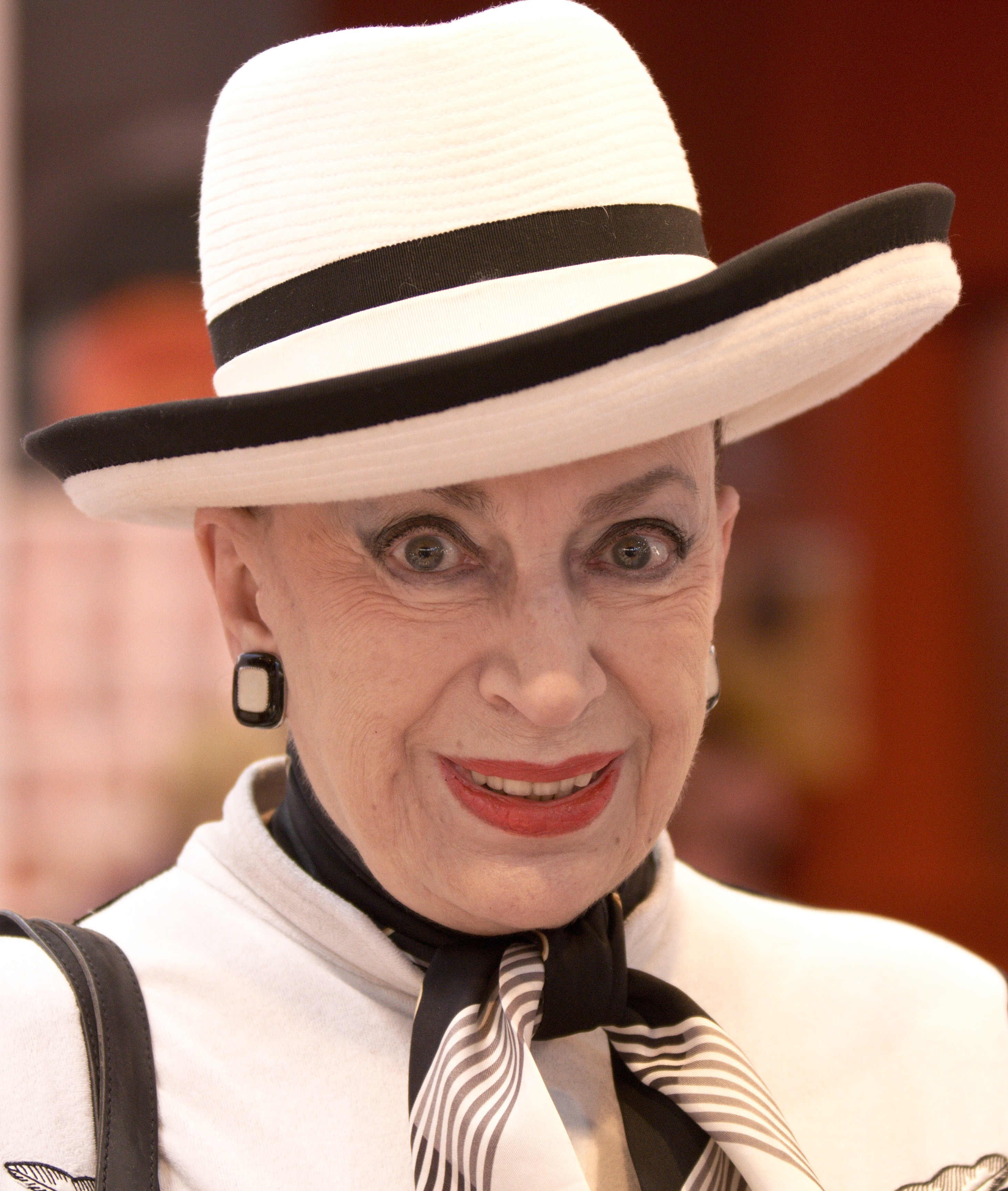
Geneviève de Fontenay en 2010.

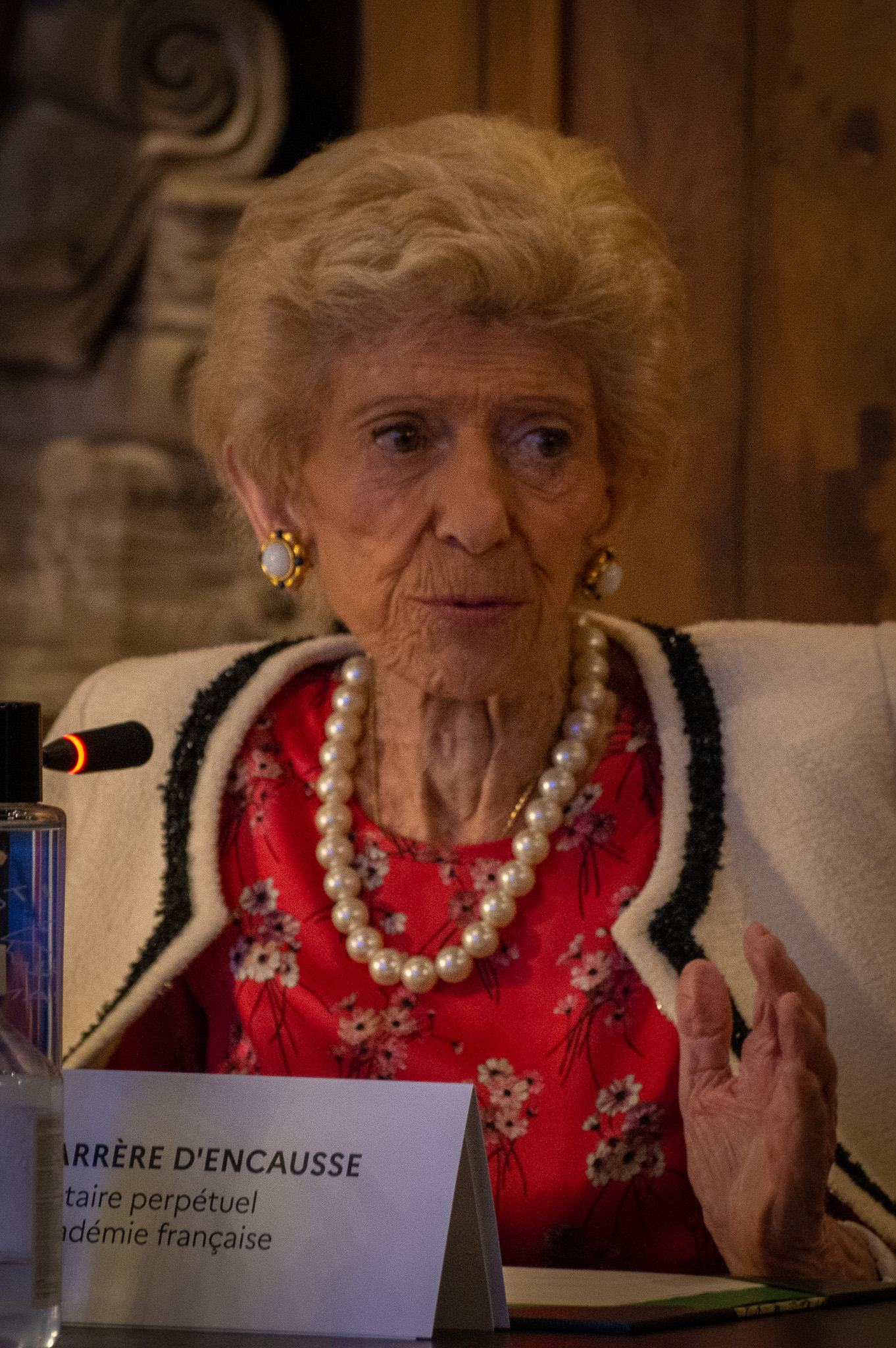
Hélène Carrère d'Encausse à l'Académie française en 2023.

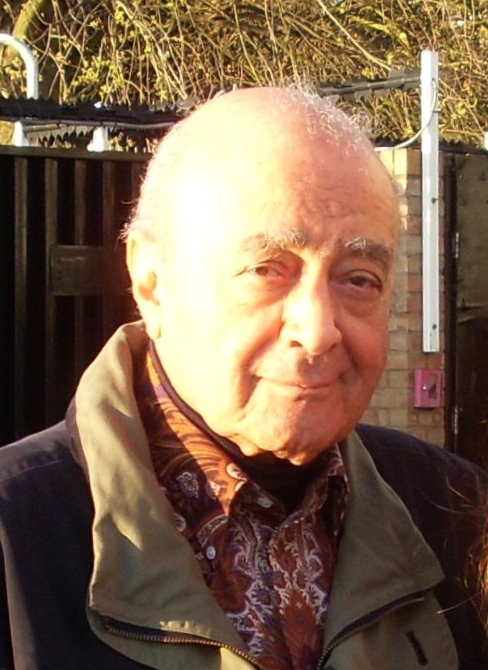
Mohamed Al-Fayed.

  - Henri Konan Bédié, homme d'État ivoirien.
  - Geneviève de Fontenay, organisatrice française de concours de beauté et présidente du Comité Miss France.
- 2 août : Vincent Speranza, vétéran parachutiste américain de la Seconde Guerre mondiale.
- 3 août :
  - Gilles Perrault, journaliste, écrivain et scénariste français.
  - Mark Margolis, acteur américain.
- 4 août : Jango Edwards, clown et comédien américain.
- 5 août :
  - Hélène Carrère d'Encausse, historienne et première femme Secrétaire perpétuel de l'Académie française.
  - Philippe Tronche, dit Philippe Curval, illustrateur, auteur et romancier de science-fiction.
- 7 août : 
  - William Friedkin, réalisateur, scénariste et producteur américain.
  - Dominique Hulin, acteur français.
- 8 août :
  - Federico Bahamontes, coureur cycliste espagnol.
  - Sixto Rodriguez, musicien américain.
- 9 août : Fernando Alcibiades Villavicencio Valencia, journaliste et homme politique équatorien.
- 10 août :
  - Michela Murgia, romancière italienne.
  - Antonella Lualdi, actrice et chanteuse italienne.
- 15 août : 
  - Gérard Leclerc, journaliste de radio et de télévision français.
- 16 août : 
  - Renata Scotto, artiste lyrique italienne.
  - Howard Becker, sociologue américain.
- 18 août : Jean-Louis Georgelin, Général français et chef d'État-Major.
- 19 août :
  - Igor Iassoulovitch, acteur soviétique et russe.
  - Jean-Claude Nallet, athlète français spécialiste du 400m et 400m haies.
- 20 août :
  - Wahid Bouzidi, humoriste et acteur franco-algérien.
  - Daniel Cohen, économiste français.
  - Monica Van Kerrebroeck, femme politique belge flamande.
- 21 août : Elizabeth Hoffman, actrice américaine.
- 22 août : Toto Cutugno, chanteur et compositeur italien.
- 23 août :
  - Terry Funk, catcheur américain.
  - Dmitri Outkine, militaire russe.
  - Evgueni Prigojine, oligarque russe.
- 24 août : Bray Wyatt, catcheur américain.
- 26 août : Bob Barker, animateur de jeux télévisés américain.
- 30 août : Mohamed Al-Fayed, homme d'affaires égyptien.

### Septembre
- 1er septembre :

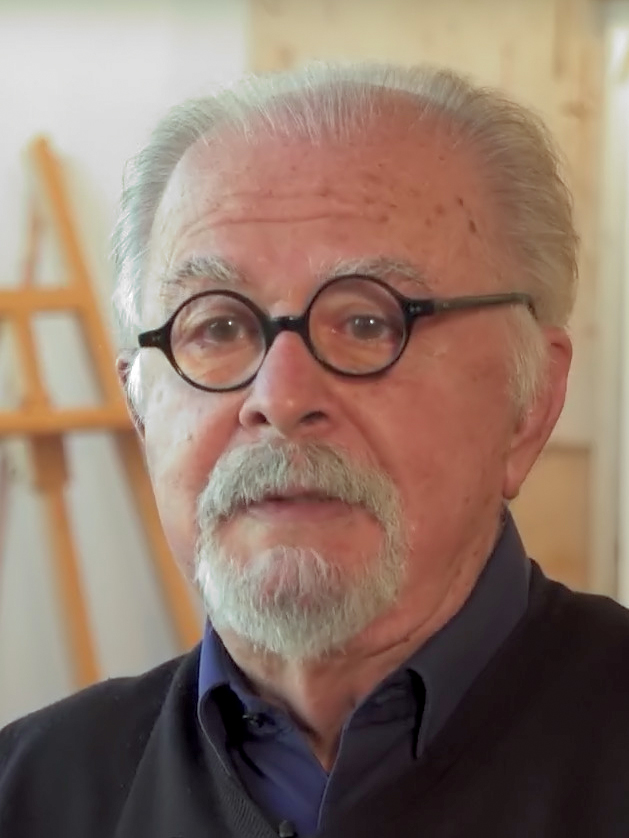
Fernando Botero en 2018.

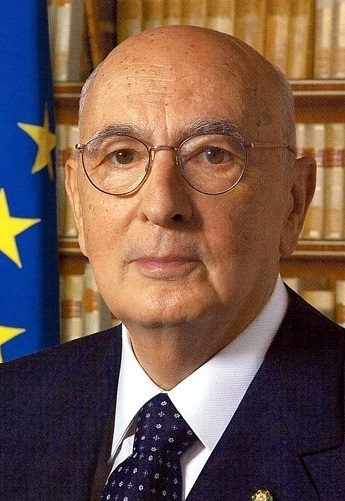
Giorgio Napolitano Président de la République italienne en 2006.

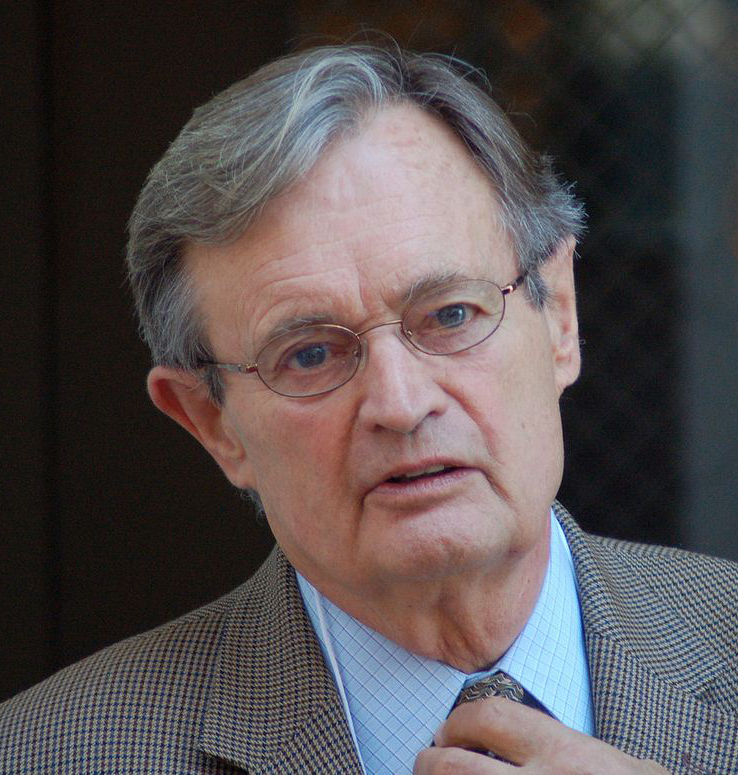
David McCallum en 2012.

  - Ludovic Vaty, joueur français de basket-ball.
  - Olivier Picard, historien, archéologue et universitaire français.
  - Jimmy Buffett, auteur-compositeur-interprète et homme d’affaires américain.
- 2 septembre : Salif Keita, footballeur international malien.
- 3 septembre : José Sébéloué, auteur-compositeur-interprète français.
- 4 septembre : Steve Harwell, auteur-compositeur-interprète américain.
- 7 septembre : Frédérique Hébrard, actrice et écrivaine française.
- 8 septembre :
  - Jacques Julliard, journaliste et historien français.
  - Didier Berthet, évêque de Saint-Dié.
- 12 septembre : 
  - Dominique Colonna, footballeur et entraîneur français.
  - MohBad, rappeur et auteur-compositeur nigérian.
- 15 septembre :
- Fernando Botero, peintre et sculpteur colombien.
- Suzanne Sarroca, chanteuse lyrique française.
- 16 septembre : Wimie Wilhelm, actrice, réalisatrice et artiste de cabaret néerlandaise.
- 19 septembre : Lou Deprijck, Interprète, compositeur et producteur belge.
- 22 septembre :
  - Peter Horton, chanteur autrichien.
  - Evelyn Fox Keller, physicienne américaine.
  - Giovanni Lodetti, footballeur italien.
  - Américo Lopes, footballeur portugais.
  - Geir Lundestad, historien et professeur norvégien.
  - Alejandro Meerapfel, chanteur lyrique argentin.
  - Giorgio Napolitano, homme d'État italien.
  - Boris Ostanine, essayiste russe.
  - Dieter Schneider, parolier allemand.
  - Bernard Toublanc-Michel, réalisateur français.
- 23 septembre :
  - François Glorieux, pianiste et chef d'orchestre belge.
  - Nicolas Kerdiles, joueur de hockey sur glace franco-américain.
  - Noël Tijou, athlète français.
- 24 septembre : 
  - Félix Ayo, violoniste italien.
  - Dorra Bouzid, journaliste et critique d'art tunisienne.
  - Léon Fatous, homme politique français.
  - Zvi Hecker, architecte israélien.
- 25 septembre :
  - David McCallum, acteur et musicien écossais.
  - Zoleka Mandela, écrivainne et militante sud-africaine.
  - Matteo Messina Denaro, chef mafieux italien, chef de la Cosa nostra.
- 27 septembre : Catherine Lachens, actrice française.
- 28 septembre : Michael Gambon, acteur irlandais.
- 29 septembre : Dianne Feinstein, femme politique américaine et sénatrice des États-Unis pour la Californie.
- 30 septembre : Khaled Khalifa, écrivain syrien.

### Octobre

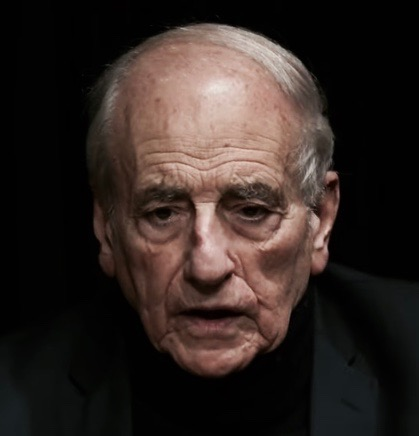
Jean-Pierre Elkabbach en 2002.

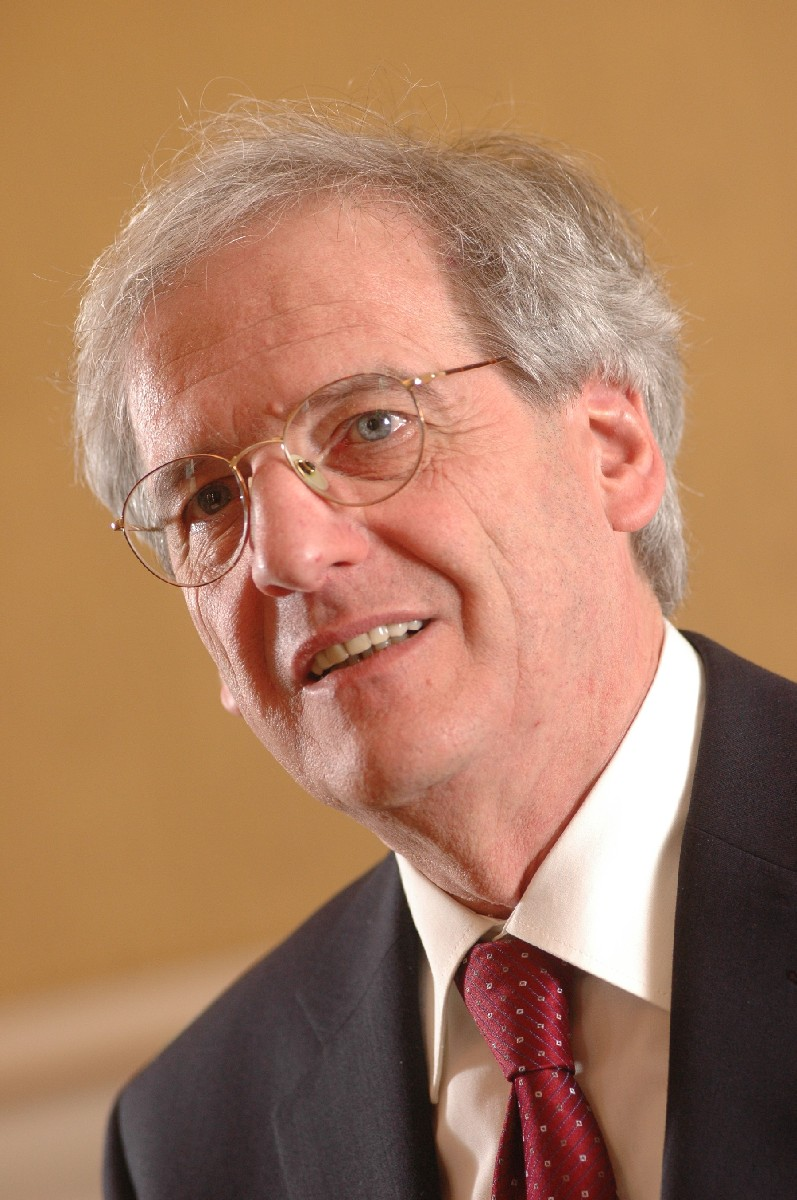
László Sólyom président de la République en 2009.

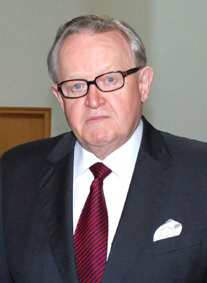
Martti Ahtisaari président de la République en 2012.

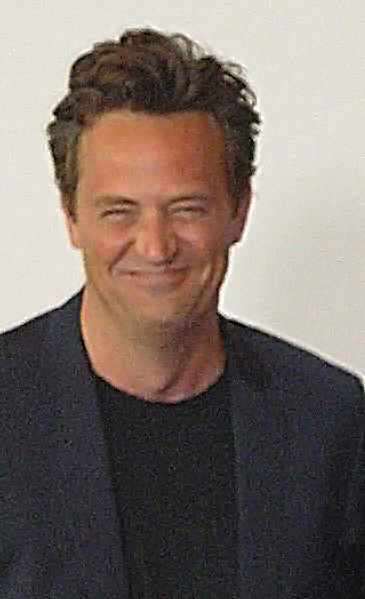
Matthew Perry en 2010.

- 1er octobre : Robert Misrahi, philosophe français.
- 3 octobre : Jean-Pierre Elkabbach, journaliste français.
- 6 octobre : Maurice Bourgue, hautboïste français.
- 8 octobre : László Sólyom, homme d'État hongrois, président de la République (2005-2010).
- 9 octobre : Jorge Lavelli, metteur en scène de théâtre et d'opéra franco-argentin.
- 12 octobre : Marwan Berreni, acteur français (découverte du corps).
- 13 octobre :
  - Hubert Reeves, astrophysicien, vulgarisateur scientifique et écologiste canadien et français.
  - Louise Glück, poétesse américaine.
- 14 octobre  Guy Latraverse : imprésario, et producteur québécois.
- 16 octobre : Martti Ahtisaari, président de la Finlande (1994-2000), prix Nobel de la paix 2008.
- 17 octobre : Carla Bley, musicienne américaine de jazz.
- 21 octobre : Bobby Charlton, footballeur anglais.
- 25 octobre: Jean-Paul Bourre, écrivain et journaliste français
- 27 octobre : Li Keqiang, homme d'État chinois.
- 28 octobre : Matthew Perry, acteur américano-canadien.
- 31 octobre : 
  - Ken Mattingly, astronaute américain.
  - Tyler Christopher, acteur américain.

### Novembre

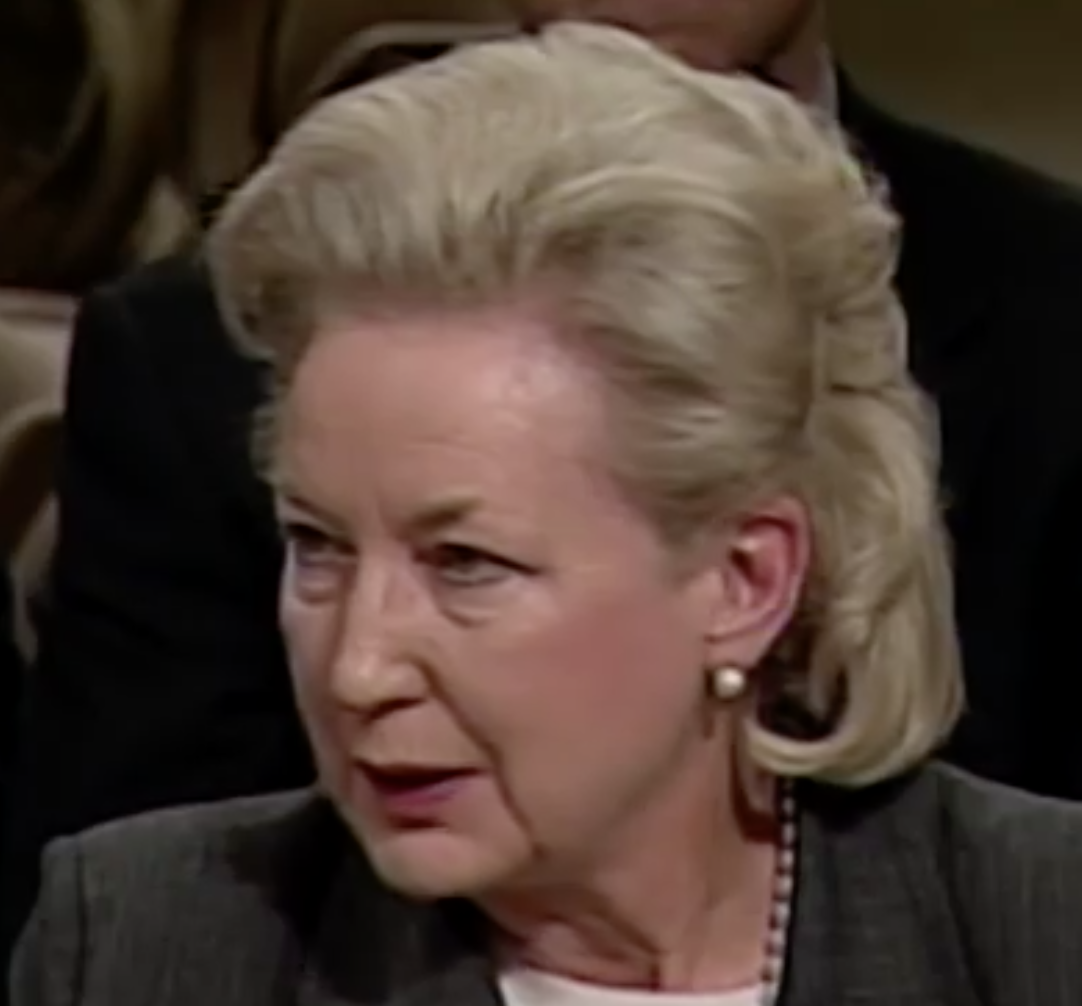
Maryanne Trump Barry en 2006.

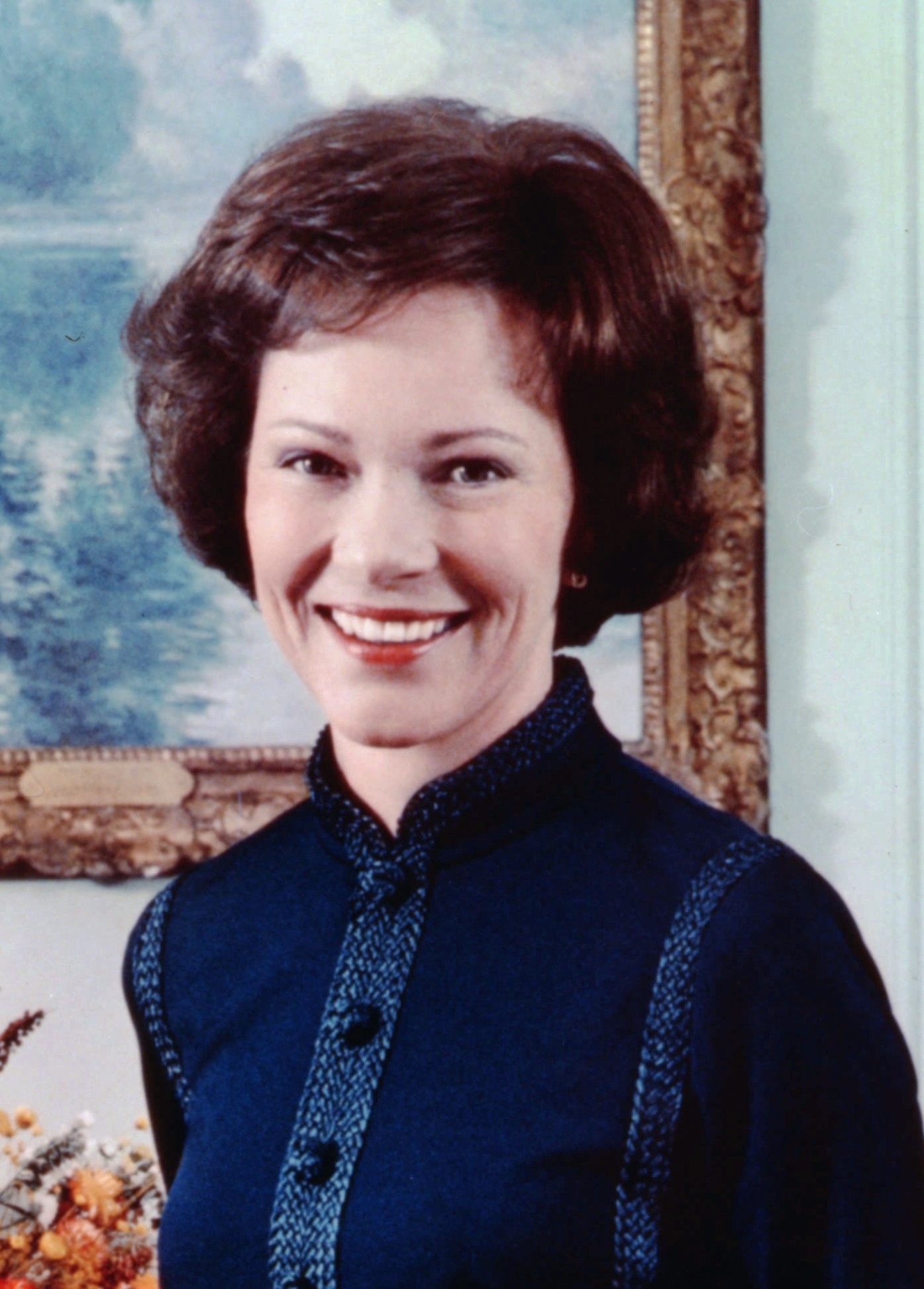
Rosalynn Carter en 1977.

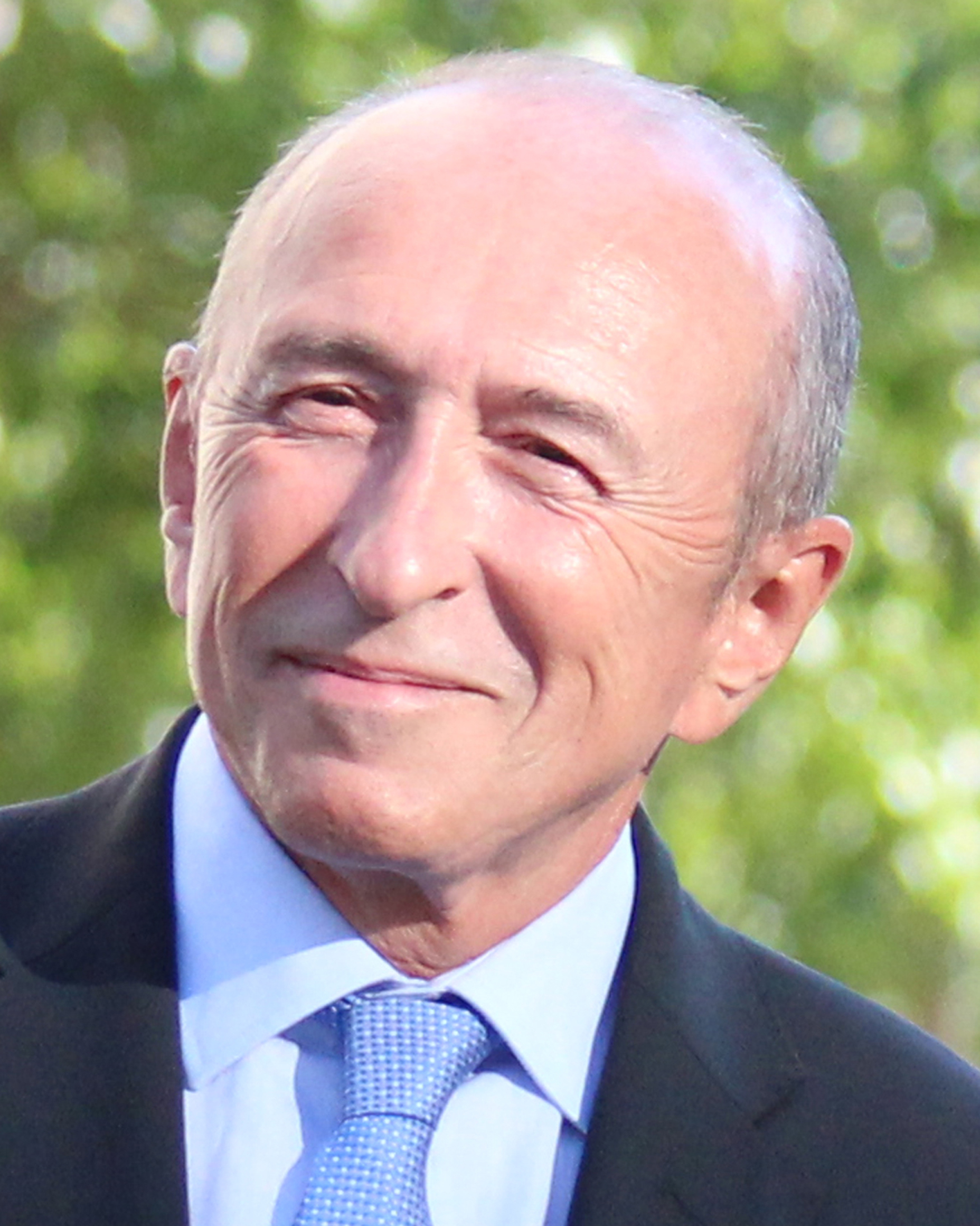
Gérard Collomb en 2013.

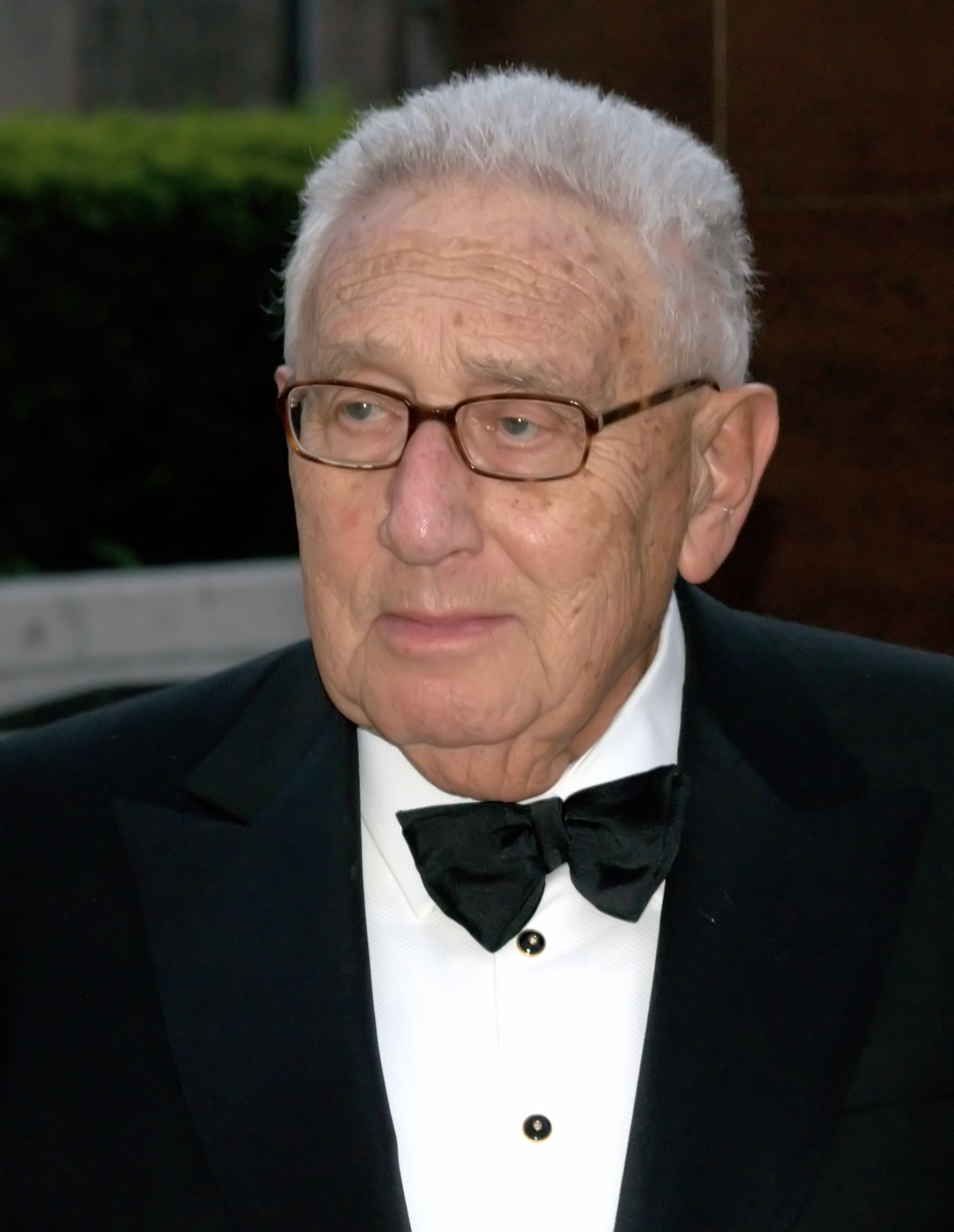
Henry Kissinger en 2009.

- 1er novembre : Bob Knight, entraîneur de basket-ball américain.
- 2 novembre : Henri Lopes, écrivain, homme politique et diplomate congolais.
- 5 novembre : Evan Ellingson, acteur américain.
- 8 novembre : Bernard Lemaire, homme d'affaires et ingénieur québécois.
- 7 novembre : Frank Borman, pilote d'avion et astronaute américain.
- 11 novembre : Raphael Dwamena, footballeur international ghanéen.
- 12 novembre : Joan Jara, danseuse britannique naturalisée chilienne.
- 13 novembre :
  - Michel Ciment, critique de cinéma, journaliste et producteur de radio français.
  - Maryanne Trump Barry, juge et procureure américaine.
- 14 novembre : Alessandra Bianchi, journaliste sportive italienne.
- 15 novembre : Karl Tremblay, chanteur et compositeur québécois du groupe Les cowboys fringants[1].
- 16 novembre : A. S. Byatt, écrivaine britannique.
- 17 novembre :
  - Bob de Groot, scénariste belge de bandes dessinées.
  - Gregory Woolley, criminel québécois du crime organisé.
- 18 novembre: David Del Tredici, compositeur américain.
- 19 novembre :
  - Joss Ackland, acteur britannique.
  - Rosalynn Carter, personnalité politique américaine.
- 22 novembre : Emmanuel Le Roy Ladurie, universitaire et historien français.
- 25 novembre : Gérard Collomb, homme politique français.
- 28 novembre : Charlie Munger, investisseur et milliardaire américain.
- 27 novembre : Mary Louise Cleave, astronaute américaine.
- 29 novembre : 
  - Michèle Rivasi, femme politique française.
  - Henry Kissinger, diplomate américain.
- 30 novembre :
  - Sante Gaiardoni, coureur cycliste italien.
  - Shane MacGowan, chanteur irlandais, membre du groupe punk The Pogues.

### Décembre
- 1er décembre :

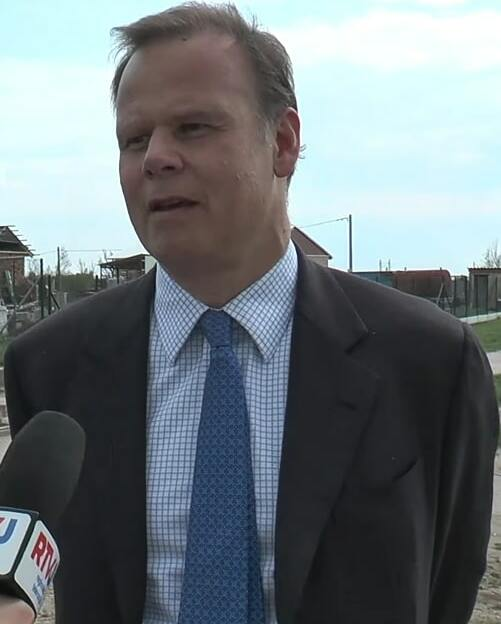
Le prince Constantin de Liechtenstein en 2022.

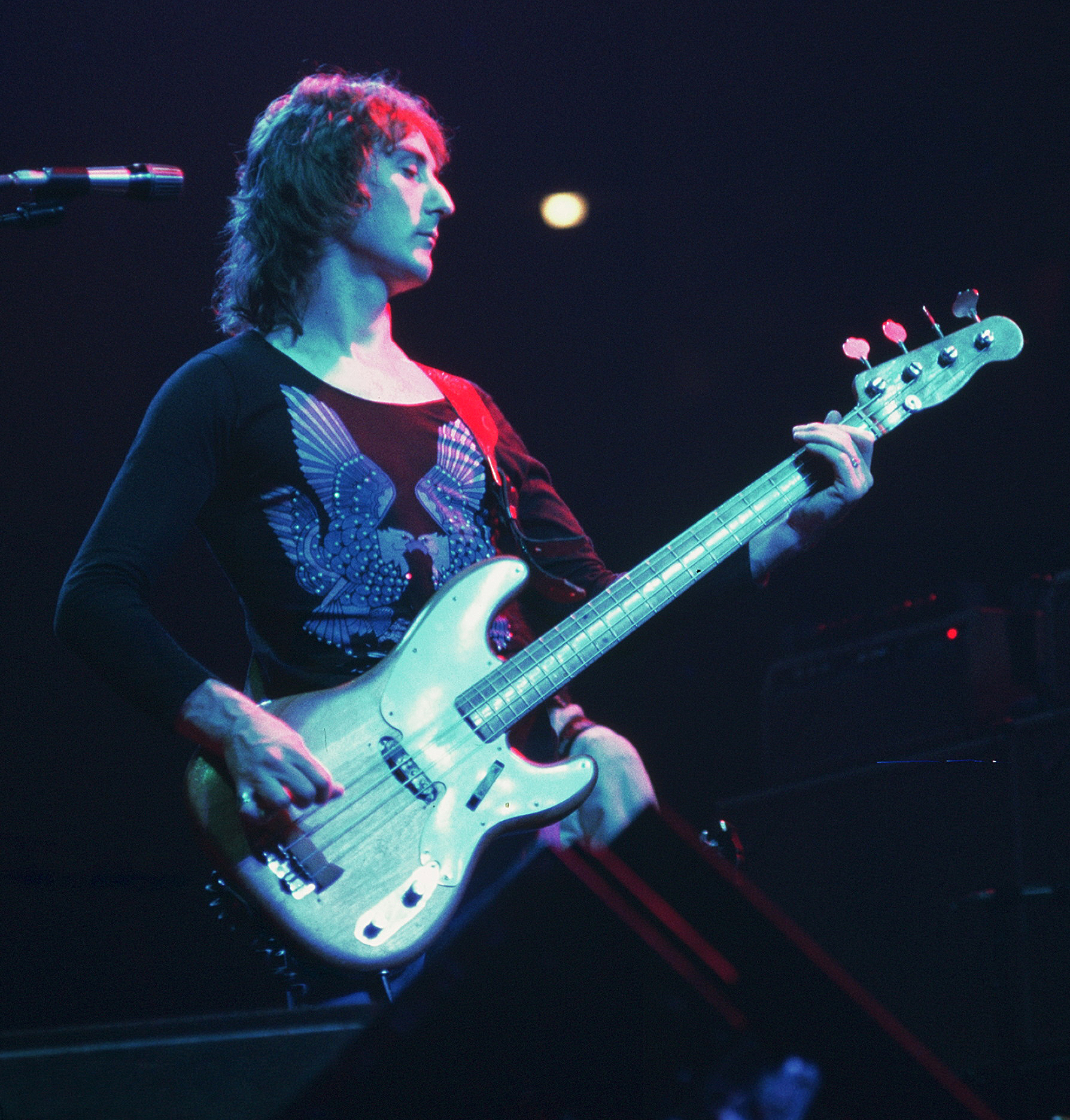
Denny Laine en 1976.

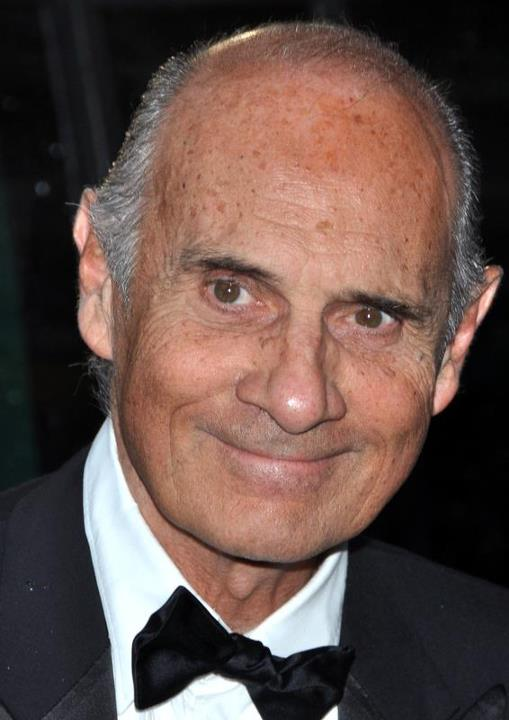
Guy Marchand au festival de Cannes 2012.

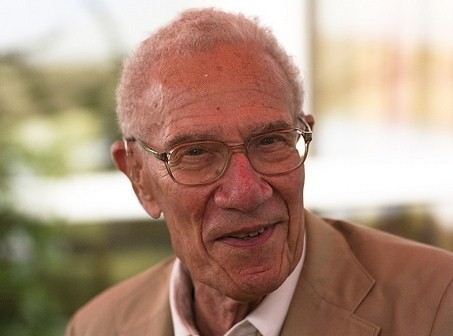
Robert Solow en 1987.

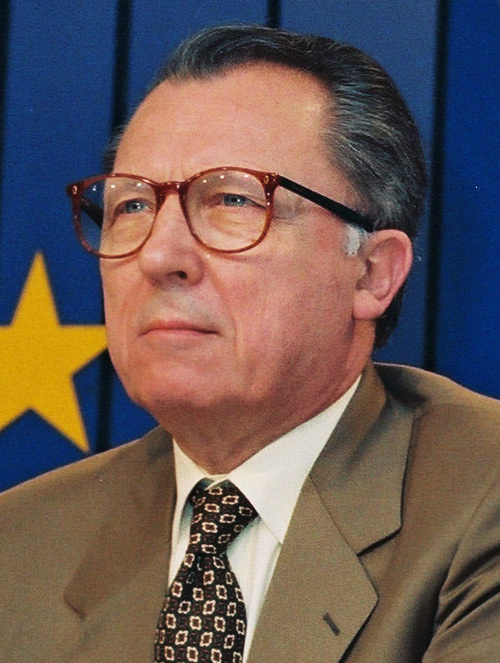
Jacques Delors en 1993.

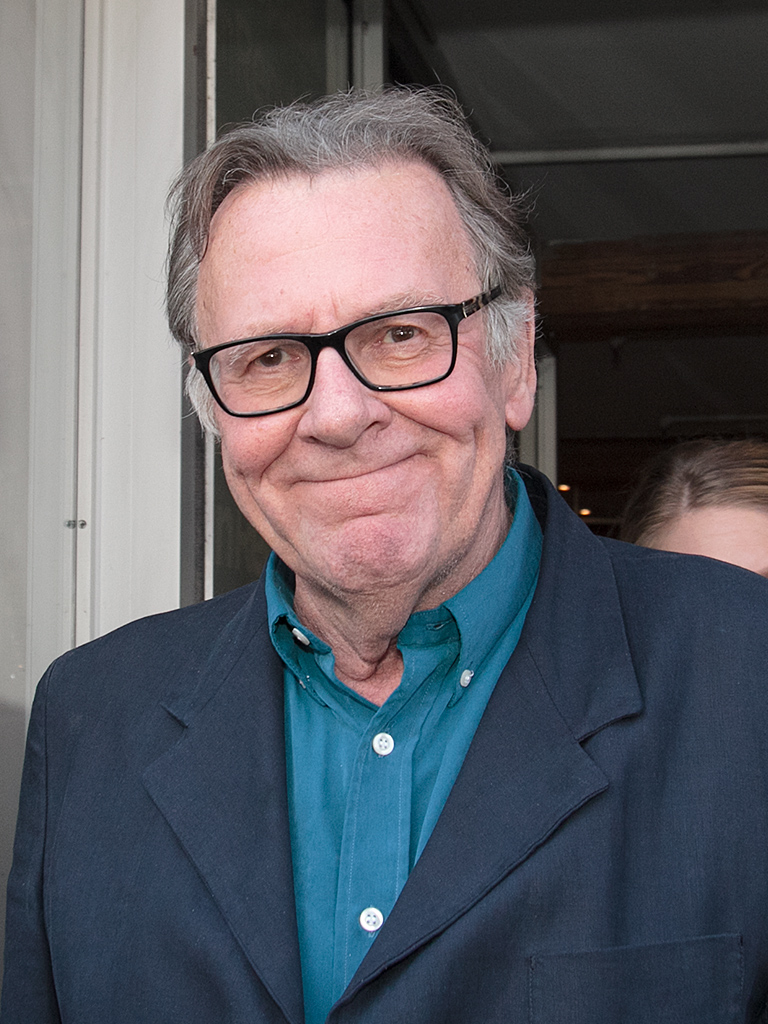
Tom Wilkinson en 2016.

  - Shlomo Avineri, politologue et historien israélien.
  - Burny Bos, producteur et écrivain néerlandais.
  - Sandra Day O'Connor, avocate, femme politique et  juge américaine.
  - Tai-Luc, chanteur et guitariste franco-vietnamien.
  - Michel Le Milinaire, footballeur puis entraîneur de football français.
  - Daniel Langlois, homme d'affaires et mécènes canadien.
  - Robert Dickson, joueur  de hockey sur glace canadien.
  - Gérard Bramoullé, économiste et homme politique français.
  - Ezan Akélé, homme politique ivoirien.
- 2 décembre :
  - Faustin Twagiramungu, homme politique rwandais.
  - Maria Lisa Cinciari Rodano, femme politique italienne.
  - Concha Velasco, actrice, chanteuse, danseuse et présentatrice de télévision espagnole.
  - Ingrid Wigernæs, fondeuse norvégienne.
  - Sufyan Tayeh, scientifique palestinien.
  - Jean Ristat, poète, écrivain et éditeur français.
  - Roberto Pazzi, poète, écrivain et journaliste italien.
  - Wolfgang Hollegha, peintre autrichien.
- 3 décembre :
  - Sigurður Helgason, mathématicien islandais.
  - Léonard Gianadda, journaliste, ingénieur et mécène suisse.
  - Glenys Kinnock, politicienne britannique.
  - Yacouba Sawadogo, agriculteur burkinabé.
  - Kim Soo-yong, réalisateur sud-coréen.
  - Michel-Henri Carpentier, ingénieur français.
  - Germano Bernardini, évêque catholique italien.
- 4 décembre :
  - Juanita Castro, révolutionnaire cubaine et agent de la CIA.
  - Gabriel Godard, peintre français.
  - Josef Vacenovský, footballeur international tchécoslovaque.
  - Norman F. Ness, géophysicien et astrophysicien américain.
  - Volodia Vaisman, joueur d'échecs roumain, moldave et français.
  - Pierre Le Goff, journaliste et dessinateur français.
  - Marius Frattini, joueur puis entraîneur français de rugby à XIII.
  - James Easton, dirigeant sportif américain.
  - Gerald J. Comeau, sénateur canadien.
- 5 décembre :
  - Denny Laine, chanteur, parolier et guitariste rock britannique.
  - Constantin de Liechtenstein, membre de la famille princière du Liechtenstein.
  - Norman Lear, producteur, scénariste, réalisateur et acteur américain.
  - Jean Garnault, dirigeant sportif et homme politique français.
  - Rosemary Smith, pilote automobile de rallye irlandaise.
  - John Rumble, cavalier  olympique canadien.
  - Yvon Pageau, paléontologue et écrivain canadien.
  - Mama Diabaté, chanteuse et multi-instrumentaliste guinéenne.
  - Itikal Al-Tai' , artiste plasticienne, présentatrice à la télévision, critique du cinéma et romancière irakienne.
- 6 décembre :
  - Refaat Alareer, journaliste et écrivain palestinien.
  - Joseph Bernardo, nageur olympique français.
  - Alfredo M. Bonanno, anarchiste italien.
  - Laurent Bucyibaruta, haut-fonctionnaire rwandais.
  - Dean Crawford, rameur d’aviron canadien.
  - Emmanuelle Debever, actrice française.
  - Vic Davalillo, joueur de baseball vénézuélien.
  - Klaus Held, philosophe allemand.
  - Jack Hogan, acteur américain.
  - Noël Kinsella, homme d’État canadien.
  - Barbara Levick, historienne britannique.
  - Illia Kiva, homme politique ukrainien.
  - Marisa Pavan, actrice italienne.
  - Michel Sardaby, pianiste et compositeur de jazz français.
- 7 décembre :
  - Benjamin Zephaniah, acteur, écrivain et poète britannique.
  - Pierre Berthelot, mathématicien français.
  - Aleksandr Dronov, joueur d’échecs par correspondance russe.
  - Jacques Duquesne, footballeur international belge.
  - Jean-Claude Lecourieux, coureur cycliste français.
  - Jacqueline Mesmaeker, plasticienne belge.
  - Emiko Miyamoto, volleyeuse japonaise.
  - Vera Molnár, artiste numérique, peintre et sculptrice française d’origine hongroise.
  - Benjamin Zephaniah, acteur, écrivain et poète britannique.
  - Guy Stern, professeur américain.
- 8 décembre :
  - Ryan O'Neal, acteur américain.
  - Itziar Castro, actrice espagnole.
  - Tony Tarantino, acteur américain.
  - David Gell, animateur de radio canadien.
  - Peter-Michael Kolbe, rameur olympique allemand.
  - Jean-Pierre Moulin, journaliste et écrivain suisse.
  - Pierre Colman, historien de l’art belge.
- 9 décembre :
  - Jean-Marie Lhôte, ingénieur et écrivain français.
  - Yolande Theule-Bacquet, résistante française.
  - Jean-Yves Saunier, prête et aumônier catholique français.
  - Walter Leiser, rameur d’aviron olympique suisse.
  - Maxim Gustik, skieur acrobatique bélarus.
  - Patrick Champagne, sociologue français.
  - Dærick Gröss Sr., dessinateur  de comics américains.
- 10 décembre : 
  - Nadine Bari, écrivaine, juriste et actrice guinéenne et française.
  - Nive Voisine, historien, professeur et prête catholique canadien.
  - Georges Privat, homme politique français.
  - Maria Pisareva, athlète olympique russe, anciennement soviétique.
  - Syd Millar, joueur et entraîneur de rugby à XV irlandais.
  - Pascal Periz, chanteur français.
  - Gao Yaojie, gynécologue chinoise.
  - Graziella Magherini, psychanalyste italienne.
  - Shirley Anne Field, actrice britannique.
  - David Drake, romancier américain.
- 11 décembre :
  - Andre Braugher, acteur américain.
  - Camden Toy, acteur américain.
  - Alain Chartrand, réalisateur, scénariste, producteur et monteur québécois.
  - Zahara, auteure-compositeure-interprète sud-africaine.
  - Paulin Obame Nguema, homme politique gabonais.
  - Ferdinand Keller, footballeur allemand.
  - Jean-Pierre Monciaux, athlète français.
  - Abdelhafid Kadiri, homme politique marocain.
- 12 décembre : Kóstas Nestorídis, footballeur international grec.
- 13 décembre : Antonio Juliano, footballeur international italien.
- 14 décembre : Georges McGinnis, joueur de basket-ball américain.
- 15 décembre : Guy Marchand, acteur et chanteur français.
- 16 décembre : 
  - Nawaf al-Ahmad al-Jaber al-Sabah, émir du Koweït de 2020 à 2023.
  - Toni Negri, homme politique, philosophe, essayiste, dramaturge et professeur de philosophie italien.
  - Colin Burgess, musicien australien.
  - Richard Hunt, sculpteur américain.
  - Carlos Lyra, chanteur brésilien.
  - Claude Villers, journaliste, homme de radio et de télévision français.
- 17 décembre : 
  - Otar Iosseliani, cinéaste géorgien, naturalisé français.
  - Philippe Martin, économiste français.
  - Linda van Dyck, actrice néerlandaise.
  - James McCaffrey, acteur américain.
  - Amp Fiddler, musicien américain.
  - Eric Montross, joueur profesionnelle de basket-ball américain.
  - Norma Barzman, scénariste et écrivaine américaine.
- 18 décembre :
  - Susanna Parigi, chanteuse italienne.
  - Ronnie Caryl, guitariste britannique.
  - John Godfrey, homme politique canadien.
  - Jean-Yves Monnat, biologiste et naturaliste français.
  - Giovanni Anselmo, sculpteur italien.
  - Brian Price, joueur de rugby gallois.
- 19 décembre :
  - Arno Mayer, historien américano-luxembourgeois, spécialiste de la Shoah.
  - Bo Larsson, footballeur international suédois.
  - Janusz Gortat, boxeur professionnel polonais.
  - Phillippe Oyhamburu, danseur et écrivain basque.
- 20 décembre :
  - Harrie Smeets, évêque néerlandais.
  - Mohammad Youssef Beydoun, homme politique libanais.
  - Torben Ulrich, joueur de tennis danois.
- 21 décembre : Robert Solow, économiste américain, prix de la Banque de Suède en sciences économiques 1987.
- 22 décembre :
  - Frank Cassenti, scénariste et réalisateur français.
  - John Mairai, metteur en scène, comédien, auteur dramatique et journaliste polynésien.
  - Thomas Stafford Williams, cardinal catholique néo-zélandais.
  - Hassan Ag Fagaga, militaire malien et rebelle touareg.
- 23 décembre :
  - Izabella Cywińska, réalisatrice et scénariste polonaise.
  - Lisandro Meza, accordéoniste et compositeur colombien.
- 24 décembre : Vasilis Karras, chanteur grec.
- 25 décembre :
  - Richard Franklin, acteur britannique.
  - Marie Dabadie, journaliste et productrice de films française, ancienne secrétaire de l'Académie Goncourt.
  - Élise Fischer, femme de lettres, journaliste et romancière française.
  - Bill Granger, cuisinier et restaurateur australien.
- 26 décembre :
  - Patrick Buisson, essayiste et conseiller politique français.
  - Wolfgang Schäuble, homme d'État allemand.
  - Tony Oxley, musicien britannique.
  - Marie-Inès Ayonga, actrice camerounaise.
  - Richard Romanus, acteur américain.
- 27 décembre :
  - Jacques Delors, économiste et homme politique français, ancien président de la Commission européenne.
  - Lee Sun-kyun, acteur sud-coréen.
  - Juliette Carré, actrice de théatre française.
  - Herb Kohl, homme politique, homme d'affaires et philanthrope américain.
  - Gaston Glock, entrepreneur autrichien, fondateur de la société Glock.
  - François Bracci, footballeur et entraîneur français.
  - Iouri Arabov, poète et scénariste russe.
- 28 décembre :
  - Pedro Suárez-Vértiz, musicien péruvien.
  - Dick Marty, juriste et homme politique suisse.
- 29 décembre :
  - Ramzi T. Salamé, écrivain et peintre français.
  - Khaled Nezzar, général, chef d'état-major et ministre algérien.
  - Michael Hardie Boys, gouverneur général de Nouvelle-Zélande de 1996 à 2001.
  - Gil de Ferran, pilote automobile brésilo-français.
  - Gustavo Cisneros, chef d'entreprise vénézuélien du monde des médias.
- 30 décembre :
  - John Pilger, journaliste australien.
  - Tom Wilkinson, acteur britannique.
  - Cindy Morgan, actrice américaine.
  - Benjamin Kiplagat, athlète ougandais
- 31 décembre :
  - Claude Bloch, survivant français des camps de concentration nazis.
  - Shecky Greene, humoriste américain.
  - Melissa Hoskins, coureuse cycliste australienne.
  - Eddie Bernice Johnson, femme politique américaine.
  - Mathieu Khedimi, joueur puis entraîneur français de rugby à XIII.
  - Ana Ofelia Murguía, actrice mexicaine.
  - Cale Yarborough, pilote automobile américain.